# Rytíři Kladno
Rytíři Kladno je český klub ledního hokeje, který sídlí na Kladně ve Středočeském kraji. Založen byl v roce 1924 pod názvem HOSK Kladno. Svůj současný název nese od roku 2011. Od sezony 2021/2022 působí v České hokejové extralize, v české nejvyšší soutěži ledního hokeje. Klubové barvy byly modrá, bílá a zlatá, od sezóny 2021/2022 změnili své barvy na tmavě modrou a bílou.
Zlatou éru zažil v sedmdesátých letech, kdy získal pět titulů. V sezóně 1976/1977 navíc vyhrál Pohár mistrů evropských zemí. Zahrál si také proti několika týmům NHL a porazil Chicago Blackhawks a Toronto Maple Leafs. Dočkal se ovšem i několika sestupů do nižší ligy, naposledy klub sestoupil v ročníku 2019/2020, ve kterém nebylo dohráno play-off kvůli omezením zapříčiněných pandemií coronaviru.
V sezoně 1993/1994 dosáhl pod vedením Jana Neliby a Zdeňka Müllera 3. místa, což je jeho nejlepší umístění v samostatné české extralize. Ke konci 90. let se klub vytratil z play off a strachoval se o záchranu. V sezoně 2001/2002 neuhájilo mužstvo extraligovou příslušnost a uvolnilo místo Liberci. Hned v následujícím roce se však pod vedením trenéra Zdeňka Müllera vrátilo do nejvyšší soutěže a v sezonách 2004/2005, 2006/2007 a 2007/2008 se tým probojoval do prvních kol play-off.
Od sezony 2008/2009 pak mužstvo po tři sezony hrálo ve spodních patrech extraligové tabulky, kdy se prakticky až do posledních kol skupiny o udržení strachovalo z účasti v baráži. Do té však tým nikdy neklesl. V létě 2011 se v klubu změnilo vedení – většinovým majitelem se namísto svého otce stal kladenský odchovanec Jaromír Jágr. Změna ve vedení se promítla i do A týmu, který se pod vedením trenérů Vojty, Tatíčka a Kopeckého po třech letech znovu probojoval do play off. V paměti pak zůstává sezona 2012/2013, ve které probíhala stávka v NHL a podstatnou část ročníku tak Kladno disponovalo několika tamějšími hráči. V sezoně 2013/2014 však Kladno výsledkově, ale především i herně propadalo, což vyústilo až pádem do baráže o extraligu. V té se Kladnu absolutně nevedlo a již 3 kola před jejím koncem se muselo smířit s tím, že po 12 letech opouští extraligu. Do té se v baráži sezony 2018/2019 dokázalo po 5 letech vrátit.
Kladno má na svém kontě velmi mnoho slavných odchovanců. Z hráčů jde o Jaromíra Jágra, Milana Nového, Františka Kaberleho st., Tomáše Kaberleho, Františka Kaberleho ml., Marka Židlického, slavnou dvojici P+P (Pavel Patera a Martin Procházka), Otakara Vejvodu ml., Vladimíra Kameše, Drahomíra Kadlece, Františka Pospíšila, Eduarda Nováka, Stanislava Bacílka a mnoho dalších – u nás i ve světě – známých jmen. Nevychovalo však jen slavné hráče, ale i hokejové trenéry, které své úspěchy slavili či slaví nejen v Kladně, ale i v jiných českých týmech, popřípadě v zahraničí. Mezi nejúspěšnější patří Václav Sýkora, Zdeněk Müller (1952), Eduard Novák, Jan Neliba, Jan Novotný, Miloslav Hořava, Zdeněk Šindler, František Pospíšil, Bohumil Prošek, Petr Tatíček, Jiří Kopecký a v neposlední řadě i Zdeněk Vojta.
Rytíři Kladno odehrávají svoje domácí zápasy na ČEZ stadionu Kladno s kapacitou 5200 diváků. Během celkové rekonstrukce  ČEZ stadionu Kladno v letech 2021–2022 odehrávali dočasně své domácí zápasy v Rocknet aréně v Chomutově.

## Historie

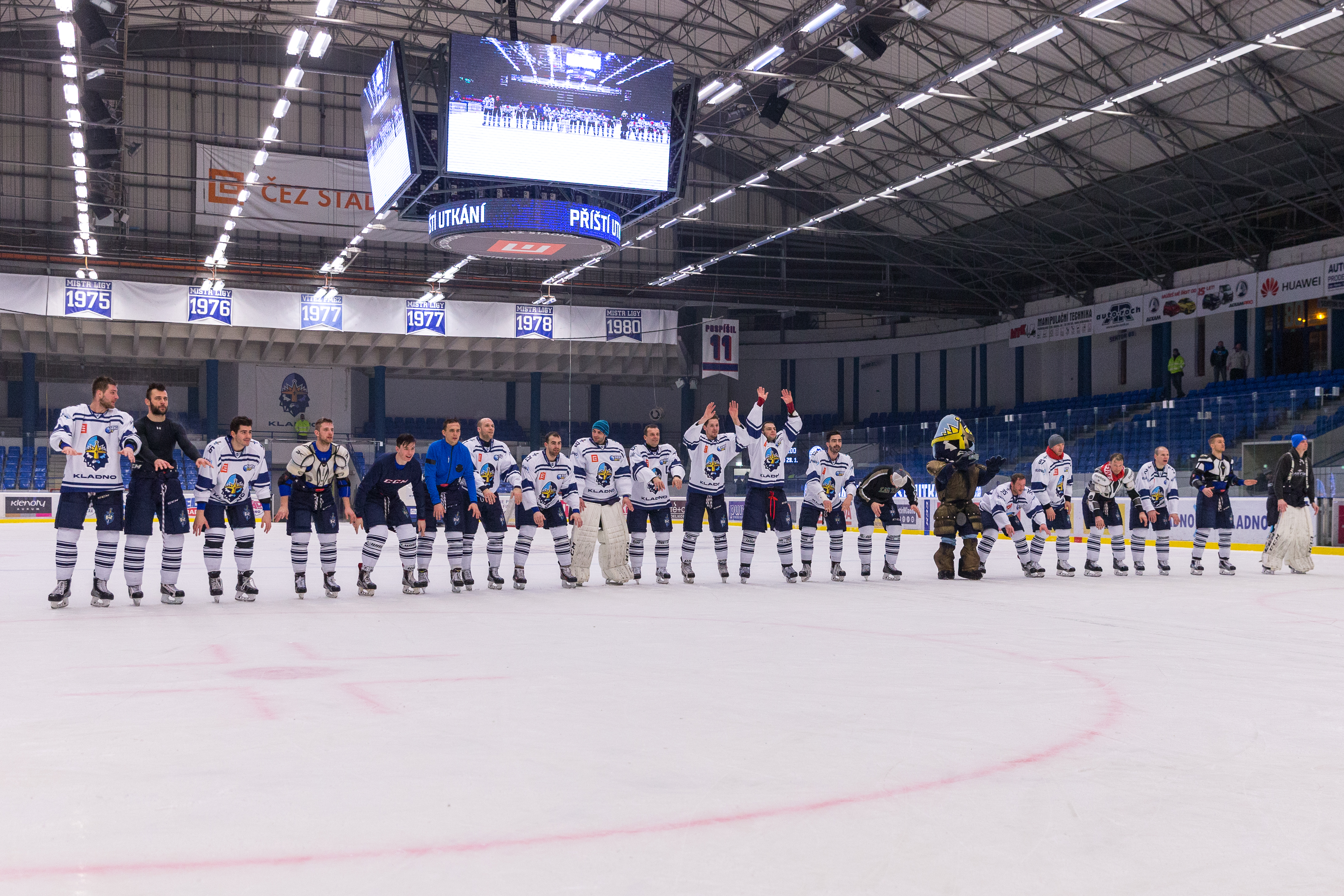
Sestava Rytířů Kladno v ČEZ stadionu Kladno (2017)

### Sezóny 1993/1994, 1994/1995 a 1995/1996
Kladno se po vzniku samostatné extraligy stalo velice silným mužstvem. Před ročníkem 1992/1993 sice ztratilo kapitána Zdeňka Eichenmanna, vznikla zde však velice silná a populární pětka, sice Patera, Procházka a Vejvoda ml. Tým vedli trenéři Jan Neliba a Zdeněk Müller, kteří působili jako trenérská dvojice s rovnocennými pravomocemi. Pro Jana Nelibu to byla premiéra u seniorského mužstva, Zdeněk Müller měl s A-týmem zkušenost z předchozí sezony, ve které působil jako asistent trenéra Eduarda Nováka. Oba trenéři ukázali své velké schopnosti při vedení seniorského týmu. Mužstvo se jim podařilo velice dobře poskládat a nakonec Kladno vyhrálo základní část historicky první extraligové sezony. V bojích play off však do finále nedošlo, vyhrálo však zápas o třetí místo a získalo bronz.
Trenéři Neliba a Müller dostali pochopitelně důvěru i v následující sezoně, ve které Kladno opět podávalo dobré výkony a skončilo po play off na 4. místě. Po této sezoně se však klub začal potýkat s finančními problémy. Letitý sponzor, Poldi Hütte, se dostal do finančních problémů, což pocítil i klub. Především proto, že v okrese nebyl silnější podnik, zůstala tak Kladna firma Poldi Hütte i nadále hlavním sponzorem.
Do sezony 1995/1996 tak Kladno vstoupilo s oslabeným kádrem, který se díky financím musel částečně rozprodat. Trenéři Neliba a Müller udělali u týmu vše, co bylo v jejich silách. Stačilo to však „jen“ na 7. místo. A díky neutuchajícímu úpadku kladenských železáren bylo jasné, že na lepší časy si hokejové Kladno bude muset nějakou dobu počkat.

### Sezóna 1996/1997
Před touto sezonou z klubu odešla silná a uznávaná trenérská dvojice Neliba s Müllerem. Prvně zmiňovaný odešel na Vsetín, se kterým v této sezoně slavil titul mistra republiky. Zdeněk Müller pak zamířil do Japonska. Vedení hokejového klubu se tedy kromě klesajících financí muselo zabývat i pozicí trenérů A-týmu. Bylo jasné, že na vyhlášené trenéry nemá klub peníze a také to, že všichni kladenští odchovanci, kteří se věnují trenéřině a připadali by v úvahu, mají finančně zajímavější angažmá.
Mužstva se nakonec ujal Jan Novotný, další kladenský odchovanec. I pro něj to byla premiérová sezona, doposud působil pouze u kladenské mládeže. Kádr doznal celé řady změn, dalo by se říci, že všechna slavná jména, která se podílela na úspěších předchozích let, z Kladna odešla. Vrátil se však jiný kladenský odchovanec a bývalý kapitán týmu Zdeněk Eichenmann, který se opět ujal role kapitána. Tento střední útočník pak společně s Ladislavem Svobodu a Václavem Eiseltem vytvořil velice produktivní útok. Tým celkově ukázal, že má na víc než jen na boj o záchranu. Mužstvo dokonce nějakou dobu obsazovalo první místo tabulky. Nakonec se probojovalo do play off a skončilo celkově šesté. Smutné pro kladenské fanoušky je jen to, že to na dlouhou dobu byla poslední úspěšná sezona A-týmu Kladna.

### Sezóna 1997/1998
Před touto sezonou se stalo to, co všichni očekávali již delší dobu. Kladno přišlo o svého letitého sponzora, o firmu Poldi Hütte. Po dlouhé době tak zmizela paní Poldi z dresu kladenských hokejistů. S ní se však vytratily i úspěchy, kterých tento slavný klub v předchozích letech dosahoval. Tým nenavázal na předchozí ročník a byl de facto neustále poslední. Na to se rozhodlo reagovat vedení klubu. V listopadu nekompromisně ukončilo spolupráci s trenérem Janem Novotným a na jeho místo z Kadaně povolalo velice úspěšného a především zkušeného kouče a oddaného kladeňáka Zdeňka Šindlera. Ten nabídku z počátku nepřijal, jelikož byl smluvně vázán v Kadani, která toužila postoupit do 1. NHL. Nakonec se vedení kladenského klubu s Kadaní dohodlo, že Šindler povede obě mužstva najednou. Tento tah se ukázal jako dobrý, protože Kadaň pokračovala i nadále v úžasných výkonech a nakonec se do 1. NHL s trenérem Šindlerem probojovala. Ale především pro Kladno to byla doslova spása, neboť to se pod novým trenérem zvedlo a odskočilo z poslední příčky. Přesto však už mužstvo nedokázalo ohrozit vyšší patro tabulky a celkově skončilo na 13. místě.

### Sezóna 1998/1999
Zkušený kouč Šindler, který v předchozí sezoně postoupil s Kadaní do 1. ligy a současně udržel Kladno v extralize, dostal pochopitelně od vedení důvěru i pro další sezonu. Tu mužstvo nezačalo špatně, ale zasáhly okolní vlivy. Trenér Zdeněk Šindler měl koncem září při utkání srdeční problémy a přímo ze zimního stadionu byl převezen do nemocnice. Lékaři nakonec vyloučili podezření na infarkt, přesto však kouče ponechali v nemocnici. K A-týmu byl od juniorů dočasně dosazen Otakar Vejvoda st., který spolupracoval se Šindlerovým asistentem Lubomírem Bauerem. Problémy hlavního trenéra však přetrvávaly, proto se závěrem října rozhodl situaci vyřešit vlastní rezignací na funkci. Mužstvo tak pokračovalo pod vedením dvojice Vejvoda-Bauer a byť se celou sezonu muselo obávat barážové pozice, tak nakonec opět obsadilo předposlední, tedy 13. místo.

### Sezóna 1999/2000
Především nedostatek financí nedovolil vedení klubu zkvalitnění kádru. Letní přípravu a počátek sezony absolvoval tým pod vedením trenérů Vejvoda a Bauer, kteří v předchozí sezoně pokračovali po nemocném Zdeňku Šindlerovi a dovedli Kladno k vysněné záchraně. Tým však v této sezoně nepodával kvalitní výkony a tak se opakoval scénář z roku 1997/1998, kdy se tým usadil na poslední příčce a po nějaké době se tak vedení rozhodlo řešit tento problém změnou trenéra. K týmu nastoupil velice zkušený kouč a kladenský odchovanec Eduard Novák, který si nakonec s vedením vyřídil i změnu asistenta. Lubomíra Bauera nahradil Petr Fiala. I přesto, že hokejoví odborníci tipovali Kladno na sestup, tak se tým dokázal vymanit z posledního místa a svojí obrovskou obětavou hrou a díky dodržování taktických pokynů trenérů, se nakonec v extralize udrželo, dokonce se umístilo na 12. místě. Bylo však jasné, že ani v následujících letech nebudou na Kladně dobré časy.

### Sezóna 2000/2001
Pro tuto sezonu se vedení rozhodlo dát důvěru trenéru Novákovi a Fialovi. Ti naordinovali mužstvu tvrdou letní přípravu a především díky výborné obranné a taktické hře se tým, který sice celou sezonu byl ve spodním patře tabulky, udržel v soutěži a uhájil dvanáctou pozici z předchozí sezony. Sezona to však nebyla lehká, během ní i po ní kádr doznal řadu změn a poslední zvučná jména kladenských odchovanců opouštěla Kladno a putovala do zahraničí. Trenér Eduard Novák i asistent Petr Fiala však po této sezoně tým na vlastní žádost opouštějí.

### Sezóna 2001/2002
Pro Kladno je tato sezona tragická. Ani předchozí sezony nebyly slavné, ale v klubu bylo stále pár „kladenských srdcařů“, kteří ze sebe v krizových chvílích vymáčkli vše, co mohli, aby Kladno v extralize udrželi. Před touto sezonou se však dá se říct, že každý hráč, který něco uměl a věkově stačil na extraligové tempo, již z Kladna odešel. Sezonu zahájilo trenérské trio Zdeněk Vojta, Miloslav Hořava a Milan Skrbek. To mělo však velice těžkou pozici. Týmu se od počátku soutěže nedařilo, byl poslední. Vedení reagovalo změnou trenérů. Zdeňka Vojtu vystřídal Jaromír Šindel. Miloslava Hořavu pak Jiří Kopecký. Milan Skrbek u týmu zůstal. Ani tahle změna však nedokázala potápějící se Kladno obrodit. Tým spadl do baráže, ve které podlehl Liberci 1:4 na zápasy a sestoupil z nejvyšší soutěže.
Po této sezoně se do Kladna vrátilo pár bývalých odchovanců, především pak bývalý kapitán Josef Zajíc, vedení týmu se ujal Zdeněk Müller, který si za asistenty vybral další kladenské odchovance – Petra Tatíčka a Vladimíra Evana. Během letní přípravy pak kouč Müller požádal o doplnění realizačního týmu o další zvučné jméno – k týmu se jako poradce, jehož úkolem bylo především sledovat ostatní ligová mužstva v jiných utkáních a s trenéry A-týmu pak společně vymýšlet taktiku hry, připojil Zdeněk Šindler. Společně si kvartet Müller, Evan, Tatíček a Šindler dal jasný cíl – následující sezonu vyhrajeme 1. NHL a s mužstvem postoupíme do extraligy.

### Sezóna 2002/2003
Pro Kladno po dlouhé době velice netypická sezona. Tým, který má v hokejovém prostředí celou řadu odchovanců, je po dlouhé době opět prvoligový. Nebylo by to však bojovné Kladno, aby se nerozhodlo tento stav rychle změnit. K týmu povolává svého bývalého výborného útočníka Zdeňka Müllera, který se tak po několikaletém zahraničním a prvoligovém angažmá vrací na kladenskou střídačku. Tentokrát je již plnohodnotným hlavním trenérem, za asistenty si vybírá Vladimíra Evana a Petra Tatíčka. Kladno také v průběhu ročníku angažuje svého mládežnického šéftrenéra Zdeňka Šindlera, který se stává Müllerovým poradcem. Kladno celkem hladce propluje 1. ligou, vyhraje její základní část a nakonec i play off. V baráži narazí na tým z Havířova, který nakonec udolá 4:2 na zápasy a slaví tak nakonec návrat do nejvyšší soutěže.

### Sezóna 2003/2004
Pro tento ročník má mužstvo trenérů Müllera, Evana, Tatíčka a poradce Šindlera celkem jasný úkol. Tím je vyhnutí se baráži a uhájení extraligové příslušnosti. Mužstvo se však stalo překvapením soutěže a určitou dobu bylo i v bojích o play off. Nakonec se to nepodařilo, tým skončil celkově na 9. místě. Oproti sezonám před sestupem se však jednalo o velice dobrou sezonu A-týmu Kladna.

### Sezóna 2004/2005
Tato sezona byla velice zajímavá nejen v Kladně, ale v celé extralize. NHL zasáhla výluka, což znamenalo, že celé řada hráčů se vrátila do svých mateřských klubů. To platilo i v Kladně. Do Kladna se vrátila i největší česká hokejová hvězda Jaromír Jágr. Kladno odehrálo velice kvalitní sezonu, velice kvalitní utkání, která zaznamenala i výborný zájem diváků. Tým nakonec, i bez Jágra, který odešel do Ruska, postoupil do play off a ve čtvrtfinále prohrál až 7. utkání s týmem HC Pardubice, který nakonec slavil titul. Tahle sezona byla pro kladenské fanoušky po dlouhé době skvělou. Konečně nemuseli absolvovat nervově vypjatá utkání o udržení či postup do nejvyšší soutěže.

### Sezóna 2005/2006
I přes odchod řady hráčů zpět do zahraničí, se Kladnu v následujícím ročníku nevedlo špatně. Alespoň v podstatné části této sezony. V jejím závěru se zranila celá řada opor a trenéři Müller a Tatíček jen horko těžko skládali sestavy pro utkání. To znamenalo úpadek výsledků a při vyrovnanosti, která každoročně panuje v extraligové tabulce, také silný propad až na konečné 13. místo.

### Sezóna 2006/2007
Vedení klubu si bylo velice dobře vědomo kvalit kouče Zdeňka Müllera, který se v předchozích sezonách napevno usadil na lavičce A-týmu a po dlouhé době tak Kladno nemusí neustále řešit otázku hlavního trenéra a může s tímto koučem budovat kádr pro další sezony. A důvěra vložená v tohoto muže se zkrátka vyplatila. Mužstvo hrálo atraktivní hokej, doma bylo téměř neporazitelné. To mu nakonec vyneslo postup do předkola play off, což řadu hokejových odborníků překvapilo. V něm tým nestačil na mužstvo Znojma, které vedl kladenský Václav Sýkora. Série tak měla kromě boje o postup i jiný podtext. V roli trenérů se utkali dva bývalí spoluhráči.

### Sezóna 2007/2008
Sezona, na kterou se nezapomíná. Pro všechny hokejové odborníky, pro vedení, trenéra Müllera i samotné hráče byla tato sezona velice náročná a především dost netypická. Kladnu se vůbec nepovedl vstup do sezony a kádr, který v předchozí sezoně prošel do předkola, se usadil na poslední příčce. Vedení poměrně dlouho nereagovalo na tuto situaci, což znepokojovalo fanoušky i novináře. Trenér Zdeněk Müller (1952) tak při jednom z mnoha nevydařených zápasů, kdy Kladno absolutně nevědělo co hrát, vyslechl z řad fanoušků pokřik „Müller ven“. Zkušený kouč, kterému nebylo postavení jeho týmu lhostejné, se rozhodl jednat. Vedení klubu nabídl svoji rezignaci. Po dlouhém vyjednávání se hokejový svět dozvěděl nečekanou informaci. Vedení klubu se rozhodlo nepřijmout rezignaci kouče Müllera a rozhodlo se dát mu prostor k tomu, aby s týmem něco udělal. Kladnu se sice čas od času podařilo vyhrát, ale nijak výrazných úspěchů tým nedosahoval. V předvánoční reprezentační přestávce tak Zdeněk Müller nabídl svůj post podruhé. A scénář se znovu opakoval. Bylo mu řečeno, že v pauze má prostor k tomu, aby tým nějak nabudil, natrénoval nové situace a v následujících zápasech se ještě jednou pokusil vylepšit dosud nepříznivou sezonu. Řada odborníků tento krok nechápala, v jiném klubu by trenéra po takto neúspěšném začátku sezony měnili daleko dříve. Všem těm však Kladno a především Zdeněk Müller ukázal, že by to byla chyba. Po předvánoční pauze se týmu podařilo zvítězit na ledě prvních Budějovic, což odstartovalo spanilou jízdu tabulkou. Z posledního místa se Kladno úžasnými výkony dostalo až na místo osmé. V předkole play off narazilo na Plzeň. Znovu se jednalo o souboj trenérů, kteří spolu dříve hráli. Miloslav Hořava na straně Plzně se však musel rozjetému Kladnu poklonit a Zdeňku Müllerovi poblahopřát k postupu do čtvrtfinále. V něm se tým utkal s vítězem základní části – s týmem Českých Budějovic. S těmi sehrál vyrovnané zápasy, sérii však mužstvo prohrálo 4:1 na zápasy. Přesto se v této sezoně ukázalo, jak je důležité vytrvat a dát prostor lidem, se kterými má klub dobré zkušenosti. Před touto sezonou bylo Kladno tipováno na boje o sestup, nakonec skončilo celkově osmé.

### Sezóna 2008/2009
Další sezona, do které Kladno vstupuje pod vedením kouče Zdeňka Müllera. A vstupuje do ní famózně, prvních 7 utkání vyhrává. Pak přicházejí zranění a naopak 7 proher v řadě. Nevyrovnané výkony provázejí tým celou sezonu a znamenají průběžné 10. místo. V domácích zápasech je mužstvo silné, venku výrazně propadá. V závěru základní části se objevují zranění a nepříliš široký kádr trenéra Müllera má problémy se sestavou. Dá se říct, že vlastně nemá kdo hrát. A vzhledem k tomu, že Kladno má posledních 5 utkání sehrát na ledě soupeře, tak je jasné, že uhájit 10. příčku a postup do předkola bude velice složité. Nakonec se to týmu nepovede a je po dvou předchozích úspěšných sezonách odsouzen k bojům v play out. V nich nakonec bez větších problémů obhajuje extraligovou příslušnost.

### Sezóna 2009/2010
Před touto sezonou se o klubu velice výrazně diskutuje. Především obsazení postu trenéra je pro celou řadu hokejových příznivců velkou otázkou. Zdeněk Müller nemá po předchozích dlouhých letech, ve kterých odvedl pro Kladno skutečně skvělou práci, příliš chuť do dalšího pokračování. Vedení klubu však zahájí s Müllerem vyjednávání a nakonec ho k další spolupráci doslova přemluví.
Z počátku sezony se to zdálo jako velice dobrý tah, Kladno začalo velmi dobře a jednu dobu bylo dokonce druhé. Pak ale začal postupný pád tabulkou, který se nakonec zastavil až na pozici 13. To znamenalo velkou nespokojenost fanoušků, kteří vinu dávali právě Zdeňku Müllerovi. Kladenských stadionem se tak opět neslo „Müller ven“. A scénář byl do jisté míry podobný, jako před dvěma lety. Po tomto skandování trenér nabídl rezignaci a jeho chuť u týmu pokračovat byla snad ještě menší než před sezonou. Ani tentokrát však vedení rezignaci nepřijalo. Především události pozdějšího období ukázaly, že Müller nechtěl jen „utíkat“ z boje, ale že se po těch dlouhých letech cítil pravdu vyčerpán. Nepříliš oslnivé výkony, tragická hra, vysoké porážky. Vzpomeňme například prohru 1:8 na ledě Liberce, kde Kladno ve druhé třetině inkasovalo 8×. Ani tyto výkonnostní problémy nedonutily vedení klubu jednat, nepřinesly výrazné hráčské změny a trenér Müller neměl tedy příliš mnoho možností k řešení situace. V období před Vánocemi přece jen přišla jedna změna. Do nové pozice výkonného ředitele klubu přišel Milan Volf, který se rozhodl být přítomen i na střídačce v extraligových utkáních. Následovala rezignace generálního manažera Otakara Černého ml. a spekulace o tom, že Jaromír Jágr st. chce prodat extraligovou licenci. Nikdo však tehdy netušil, co se stane 31. prosince 2009. V tento den nedorazil na ranní trénink trenér Müller. Asistent trenéra Kasík tak vedl trénink sám. Poté se však začal o svého kolegu zajímat a zjistil, že kouče v ranních hodinách postihla vážná mozková příhoda, že byl převezen do nemocnice Na Homolce, kde bojuje o život. Fanoušky tato zpráva zaskočila. I když mužstvo nemělo v poslední době dobré výkony a fanoušci žádali trenérskou změnu, tak měli trenéra Müllera spojeného s úspěchy a věděli, že jde o kvalitního hokejového odborníka. V následujícím utkání na Spartě tak vedl mužstvo pouze Petr Kasík. Poté se jako záskok za Müllera angažoval tehdy volný Otakar Vejvoda st. Ani ten týmu velký impuls nepřinesl a v premiérovém zápase utrpěl domácí debakl 0:7 od Třince. Kladno nakonec skončilo poslední, ale v utkáních play off se zmátořilo a těsně se vyhnulo baráži, do které šla Mladá Boleslav.

### Sezóna 2010/2011
Peníze v Kladně stále chybí, kádr doznává dalších změn. Trenérem Kladna nakonec zůstává Otakar Vejvoda st., který v předchozí sezoně nahradil vážně nemocného Zdeňka Müllera. Pro fanoušky kladenského hokeje bylo před začátkem sezony pozitivní informací to, že se uznávaný trenér dokázal zotavit a vrátil se do běžného života. Dokonce se od počátku sezony pravidelně objevuje na kladenském zimním stadionu, kde sleduje své bývalé svěřence.
Od prvního kola je jasné, že Kladno opět bude hrát dole. A vše se zdá být zcela špatně. V týmu nefunguje vůbec nic, hráči nevědí, co hrát. Od začátku soutěže je tým poslední, což se nakonec v říjnu stane osudné trenéru Vejvodovi i s asistentem Kasíkem. Vejvoda je převelen k juniorům, Kasík k mladšímu dorostu. K áčku se od juniorů přesouvá bývalá vynikající kladenský útočník a bývalý Müllerův asistent Petr Tatíček. V prvních třech utkáních mu jako asistent vypomáhá výkonný ředitel Milan Volf, poté se pozice asistenta ujímá další kladenský odchovanec Jiří Kopecký. Tým se pod jejich vedením zvedá a podává daleko lepší výkony. Je však nutné říct, že na předposlední Spartu ztrácí vysokých 10 bodů. Pak ale přichází něco, co nemá v historii ligy obdoby. Kvůli špatné registraci hráčů je týmu BK Mladá Boleslav odečteno 22 bodů, týmu HC Plzeň 19 bodů a Kladnu 6 bodů. Z tohoto důvodu se tým BK Mladá Boleslav propadá na poslední příčku, Kladno poskakuje, i přes odečet 6 bodů, na příčku 13. a Plzeň se posouvá na příčku 12. HC Plzeň ukáže sílu kádru a probojuje se do play off. BK Boleslav se nedokáže otřepat z těžké rány a nakonec zde dochází i ke dvěma změnám hlavního trenéra. Kladnu se daří držet náskok před Boleslaví, udrží ho i v play out, kde tým podává velice dobré výkony. Konečná pozice týmu je tedy 13. místo, baráž si s vítězem 1. ligy zahraje Mladá Boleslav.
Po sezoně se však objevily veliké problémy s udržením extraligy po stránce finanční. Připadala dvě řešení – buď město pomůže a vstoupí aktivně do hokejového klubu, který společně s rodinou Jaromíra Jágra povedou, nebo klub prodá extraligovou licenci do jiného města a hokej by se tak v Kladně udržel maximálně na úrovni druhé nejvyšší soutěže. Problémů bylo několik, jednání se protahovala. Nakonec se v poslední možné chvíli našla shoda s vedením města, které do klubu aktivně vstoupí. Hokejisté i v této nejisté době a bez platných smluv zahájili dne 2. května 2011 letní přípravu pod vedením dvojice Tatíček a Kopecký. Ani oni dva však nevěděli, zda budou nadále šéfovat kladenské střídačce, rovněž byli bez platné smlouvy.
Ze současného občanského sdružení se nakonec stala s.r.o., kde zhruba 1/3 vlastní město Kladno, zbytek pak rodina Jaromíra Jágra ml., který se současně stal jednatelem společnosti. Za město je pak jednatelem klubu dřívější generální manažer Otakar Černý ml.
Na počátku června se konečně vyjasnilo další fungování hokejového oddílu. Klub vede Jaromír Jágr ml., který však nadále působí jako hokejista v Rusku. Proto se ve vedení objevuje jeho zástupce, p. Bartoš. Za město se pak jednatelem stává Otakar Černý ml. Do klubu nově vstupuje Miloslav Hořava, který se stává generálním manažerem a šéftrenérem mládežnických celků, přičemž se oddíly HC a PZ sloučí. V neposlední řadě dochází k posílení trenérského tandemu, když se novým hlavním koučem stává Zdeněk Vojta, jemuž budou vypomáhat dosavadní trenéři, tedy Petr Tatíček a Jiří Kopecký.
Václav Bartoš se nakonec ujímá pozice výkonného ředitele klubu, do postu sportovního manažera nastupuje Martin Vejvoda. Spolu s novým hlavním koučem Zdeňkem Vojtou, šéftrenérem mládeže Miloslavem Hořavou je tak Martin Vejvoda třetím bývalým kladenským odchovancem, který se vrátil do svého mateřského klubu v nelehké situaci a pomůže mu se vyšplhat zpět na výsluní extraligového hokeje.

### Sezóna 2011/2012
Do nové sezony vstupuje kladenský hokej s novým názvem – Rytíři Kladno. Jde o ojedinělý název, i dresy, v kterých mužstvo nastupuje, jsou zvláštní – mají na sobě jen velmi málo reklam. V přípravných zápasech Kladno podává velice dobré výkony, když zaznamená pouze dvě porážky. I hráčský kádr se zdá být kvalitnější než v minulých letech, a to především proto, že trenérské trio Vojta – Tatíček – Kopecký vybírá z velmi široké skupiny hráčů. V týmu je tak velká konkurence a je jasné, že ten, kdo nebude podávat kvalitní výkony, bude okamžitě poslán na hostování do prvoligových klubů a v Kladně se za něj, o proti minulým letům, celkem snadno, vzhledem k počtu hráčů, najde náhrada.
V říjnu 2011 se však ukazuje, že obrození kladenských mládežnických celků nebude zase tak jednoduchý úkol. Nahrává tomu fakt, že velmi zkušený Miloslav Hořava, který od června 2011 působil ve funkci šéftrenéra mládeže, svoji funkci na vlastní žádost opouští.
Krátce po jeho odchodu se vedení klubu rozhoduje svěřit pozici šéftrenéra mládeže do rukou Zdeňku Vojtovi, kterému budou vypomáhat jeho asistenti od A-týmu – Petr Tatíček a Jiří Kopecký. Jejich cíl je jasný – dostat do Kladna hokejovou akademii.
Od ledna 2012 se pak od mládežnického trénování do pozice klubového skauta přesouvá bývalý dlouholetý kladenský hráč a později letitý trenér Zdeněk Müller (1952). Jeho úkolem je vytipovávat hráče, které by klub mohl v příštích letech angažovat, a to jak hráče pro A-tým, tak pro juniory.
Výsledky nového vedení a vůbec celková změna systému v klubu se velice výrazně projevily především na výkonech A-týmu. Mužstvo trenérů Vojty, Tatíčka a Kopeckého přeneslo bezchybné výkony z přípravy i do prvních zápasů v základní části a ze začátku soutěže dokonce drželo první čtyřku, jednu dobu i první místo tabulky. Pochopitelně nemohlo mužstvo složené převážně z mladších hráčů udržet perfektní výkony, přesto však po skvělém úvodu po celý zbytek sezony pravidelně sbíralo body zejména na domácím ledě, kde takřka nemělo konkurenci. Na venkovních kluzištích to zase tak slavné nebylo. Tým tak celkem bez problémů držel po celou sezony pozici kolem 8. místa, což byl po předchozích třech sezonách veliký pokrok. Celkově pak Kladno v základní části získalo 74 bodů, což nakonec stačilo na 9. místo. V předkole play off pak bojovalo s Brnem, na které Kladno nestačilo a sérii prohrálo 0:3 na zápasy. Pravdou však je, že hrát před plným brněnským stadionem nebyl vůbec lehký úkol a při stavu 2:0 na zápasy se dostavila nervozita. Tým i přesto rozehrál domácí zápas dobře, vedl dokonce po 2. třetině 3:1, ale náskok ztratil a podlehl v neoblíbené disciplíně sezony 11/12, tedy v samostatných nájezdech.

### Sezóna 2012/2013
K jedné změně došlo k 1. květnu na pozici šéftrenéra mládeže. Jak bylo předem avizováno, trenérská trojice A-týmu byla jen dočasným řešením. Od května 2012 se vedoucím mládeže stal bývalý kladenský odchovanec Josef Zajíc, který v Českých Budějovicích skončil na pozici sportovního manažera.
Po předchozí sezoně, ve které mužstvo po třech letech v play out proklouzlo alespoň do předkola, se vedení klubu rozhodlo ponechat důvěru ve vedení mužstva trenérskému triu Zdeněk Vojta, Petr Tatíček a Jiří Kopecký, pod jejichž vedením tak mužstvo v závěru dubna zahájilo letní přípravu.
Do sezony vstoupilo Kladno na domácím ledě, kde podlehlo Liberci 2:1 po nájezdech. Následně však mužstvo zasáhla výrazná změna. NHL se, stejně jako před 8 lety, díky stávce nerozběhla a Kladno tak výrazně posílilo. Z počátku nastoupili čtyři významní odchovanci – obránce Marek Židlický a útočníci Tomáš Plekanec, Jiří Tlustý a Jaromír Jágr. Později se k týmu připojil ještě Tomáš Kaberle. Trenér Zdeněk Vojta tak jako jediný kouč v lize poskládal z posil NHL celou pětku a papírově tak vedl nejsilnější tým. Kladno se stalo obávaným soupeřem a rychle stouplo v tabulce. Současně pak vyprodávalo jednu halu za druhou a část svých domácích utkání se díky vysokému počtu diváků rozhodlo sehrát v Praze v O2 areně.
Co bylo možná pro některé překvapivé, tak na samotný vrchol tabulky se však Kladno vůbec nepodívalo a navíc mu postupně odcházeli hráči. Zpět do USA se ještě před začátkem NHL vrátil Tomáš Kaberle, následně odcestoval i Marek Židlický a bylo patrné, že je to pro Kladno určité oslabení. Útočné trio Plekanec-Jágr-Tlustý navíc nebylo díky zraněním v druhé polovině sezony příliš pohromadě, což znamenalo výsledkový propad a Kladno se tak drželo na 5. nebo 6. místě. Kromě toho skončila i celá řada jeho vlastních hráčů, např. Hovorka nebo Bicek. Z kraje roku 2013 začala NHL, v Kladně se rozloučili i s Jágrem, Plekancem a Tlustým, ohlásili sice posilu – přišel Miloslav Hořava ml., následně ale odešel Jan Hlaváč. Značně oslabený tým tak bojoval o setrvání na příčkách předkola play off, což se mu nakonec povedlo – tým skončil celkově na 7. místě a v předkole play off narazil na 10. tým, kterým byly HC Pardubice. Oproti minulému ročníku mělo tedy Kladno výhodu domácího prostředí, které 100% využilo – obě domácí utkání vyhrálo, série hraná na 3. vítězství se tak za nadějného vedení 2:0 stěhovala do Pardubic. Úřadující mistr však sérii v domácích duelech vyrovnal a utkal se s Kladnem v rozhodujícím 5. utkání. V něm tým trenérů Vojty, Tatíčka a Kopeckého vydřel výhru 1:0 a postoupil po 5 letech do čtvrtfinále play off, kde narazil na Slavii Praha. Slavia však byla nad síly týmu trenérů Vojty, Tatíčka a Kopeckého, v sérii Kladno přehrávala prakticky ve všech duelech, Kladnu dovolila jen 3 góly a ovládla sérii poměrem 4:1 na zápasy. Přesto se dá sezóna považovat za úspěšnou, neboť Kladno po několika sezonách opět nahlédlo do čtvrtfinále play off, ve kterém však Vojtův tým, stejně jako naposledy s Budějovicemi tým Zdeňka Müllera, nedokázal uspět.

### Sezóna 2013/2014
Předchozí sezona byla z pohledu vedení hodnocena jako úspěšná, proto dalo i nadále důvěru hlavnímu trenérovi Zdeňku Vojtovi i jeho asistentům – Jiřímu Kopeckému a Petru Tatíčkovi.
Vedení klubu se před sezonou snažilo udržet stávající kádr a vhodně ho doplnit. Hlavním cílem bylo pochopitelně udržet kapitána Pavla Pateru a některé mladší hráče. Tým zahájil suchou letní přípravu 29. dubna 2013. Po červencové dovolené se hráči sešli na ledě a sehráli i několik přípravných zápasů. V těch však tým svými výkony příliš nepřesvědčoval. Během léta se Kladno muselo rozloučit s několika oporami, odešel např. Jakub Valský, či Koba Jass. Kádr tak dostal novou kostru. Zaznamenal však i příchody, a to velice zkušené. Jmenujme např. Petra Tenkráta a Tomáše Kaberleho.
Vstup do sezony si Kladno odbylo před domácím publikem v utkání proti pražské Slavii. Kladno však na Slavii recept nenašlo. Tým Vladimíra Růžičky trpělivým a zodpovědným výkonem Kladno zdolal. Přesto však mužstvo hned z následujícího zápasu ve Zlíně přivezlo 2 body po výhře na samostatné nájezdy. Bohužel se vstup týmu trenéra Zdenka Vojty do nového ročníku nedal hodnotit jako úspěšný. Po 10 kolech mělo Kladno na kontě pouhých 10 bodů, což ho řadilo až na 12. pozici a to jen díky skóre, neboť 13. Chomutov a 14. Litvínov měli stejně bodů. Největší problém byl, že Kladno podávalo nevyrovnané výkony a především se mu nedařily domácí zápasy, kde po zisku pouhých 2 bodů patřilo k nejhoršímu celku extraligy. Nespokojenost dávali najevo fanoušci, ale vyjádřilo se i vedení klubu. Trenéři týmu dostali i nadále důvěru a nutno říci, že se přece jen Kladnu začalo pozvolna dařit, zejména zvítězil v důležitých zápasech s týmy, které se nacházely v tabulce v okolí - doma porazil Litvínov, tři body přivezl z Chomutova a z Liberce. Když se k tomu přidá domácí vítězství nad Brnem, byla to po počátečních neúspěších přece jen změna, tým se navíc ve vyrovnané tabulce dostal na 8. místo. Bohužel se týmu nepodařilo tuto výsledkovou a především i herní pohodu udržet příliš dlouho. Nejprve přišla porážka na Spartě, která dala rozhodující gól v poslední minutě utkání, následně tým vytěžil z velmi dobře rozehraného utkání proti Zlínu pouze výhru v prodloužení, mizérie pokračovala ve Vítkovicích, kde mužstvo trenérů Vojty, Tatíčka a Kopeckého prohrálo o gól, následně nedokázal tým doma porazit v tu dobu se trápící Pardubice a před reprezentační pauzou ho pak porážka 2:0 poslala na 11. místo tabulky, tedy mezi týmy, které by si nezahráli ani předkolo play off. Hlavním problémem týmu nebyla ani tak hra samotná, případně, že by tým dostával příliš mnoho branek jako tomu bylo v úvodu sezony. Hlavní potíží bylo, že Kladno nedokázalo střílet branky. Ze 6 zápasů před reprezentační pauzou vstřelilo pouze 6 branek, což je žalostně málo na to, aby mohlo sbírat nějaké body.
Ačkoli se mohlo zdát, že by snad po reprezentační pauze mohlo Kladno chytit formu, nestalo se tak. Trpělivost vedení klubu, které i nadále, přes nevoli řady fanoušků a bývalých kladenských hvězd, ponechalo u kormidla trenéra Vojtu, se nevyplatila. Neopakovala se situace z ročníku 2007/2008, kdy i přes nabízenou rezignaci byl trenér Zdeněk Müller u týmu ponechám a Kladno pak skvělou stíhací jízdou dohnalo ztrátu a probojovalo se do předkola a z něj i do čtvrtfinále. Nyní se týmu bohužel nedařilo i nadále a propadl se na předposlední, tedy již barážovou pozici. Z té na 12. místo po 31. kole ztrácel 5 bodů, na místo 10., tedy na předkolo, dokonce propastných 14. bodů. Není tedy divu, že i samotní trenéři se zhruba od poloviny listopadu cítili v ohrožení a měli takříkajíc sbaleno. Přesto se potvrdilo to, co je o Kladně dlouhodobě známé - trenéři zde mají dlouhou dobu důvěru a ke změnám dochází až v nejzazších případech. Je ovšem otázkou, zda to v této situaci bylo správné rozhodnutí. Zdeněk Vojta s kolegy Kopeckým a Tatíčkem zkoušeli opravdu všechny možné přesuny v sestavě, došlo i na kontroverzní kroky - např. posazení kapitána Patery, případně nasazení beka Doudery do útoku. Nic nepomohlo. Tým měl potíže především s produktivitou, jakmile navíc v utkáních musel dohánět náskok soupeře, dostavila se logicky na hole kladenských i nepřesnost. Zkrátka se nedařilo a tým až na malé výjimky, jako byla třeba výhra v Třinci, popř. doma se Slávií, prohrával jeden zápas za druhým a především nestřílel skoro žádné branky.
Proto došla vedení klubu nakonec trpělivost a nastala již všemi, dokonce i samotnými trenéry, dlouho očekávaná změna. Dne 18. prosince 2013 odvolalo vedení klubu stávající trenérské trio. Výběr trenéra patrně nebyl příliš jednoduchý, sám Jaromír Jágr uvedl, že někteří trenéři, které klub oslovil, do Kladna jít nechtěli. Nakonec se vedení klubu rozhodlo zvolit do funkce hlavního trenéra, který nepochází z Kladna. Stal se jím Jiří Čelanský, bývalý několikaletý asistent trenéra Vladimíra Růžičky v týmu HC Slavia Praha. Tradici, že Kladno trénují odchovanci, ale vedení klubu splnilo díky asistentům. Těmi se stali velice zkušený a úspěšný trenér Jan Neliba a bývalý dlouholetý kladenský hráč Josef Zajíc.
Ztráta Kladna na 12. místo, tedy místo, které zaručovalo vyhnutí se baráži, byla v té chvíli již propastných 10 bodů. O šanci na předkolo play off už v té chvíli nemělo cenu ani mluvit. Obraz hry se po nástupu nových trenérů přece jen změnil, některé výsledky dokonce naznačovaly světlé zítřky – např. domácí výhra nad suverénní Spartou. Kladno však stále nenašlo recept na to hlavní – na střelbu branek. Když mužstvo nedává góly, sráží ho to k zemi, a proto se počáteční náznak zlepšení začal postupně vytrácet a hra se vrátila do starých kolejí. Tým sice sem tam nějaký bodík sebral, ale celkově se poměrně bezpečně vzdálil 12. místu a již několik kol před koncem základní části bylo jasné, že soutěž play out, který by měla určit 2 účastníky baráže, bude v tomto roce zbytečná – Chomutov si účast zajistil již velice dlouho před koncem základní části a Kladno již živilo pouze teoretickou naději vyhnutí se boji o udržení. Vzhledem k tomu, že výsledky týmu se vůbec nelepšily a i samotná hra se zdála, že má sestupnou tendenci, bylo s končící základní částí definitivně jisté to, co se nicméně jevilo již delší dobu – Kladno půjde spolu s Chomutovem do baráže o extraligu.Skupina play out, do které kromě Chomutova a Kladna spadl ještě Litvínov a Karlovy Vary, se tak hrála již jen z povinnosti. Nic však nemohly tyto zápasy změnit na tom, že Kladno skončí celkově na 13. místě. Ze semifinále první ligy se do baráže probojovaly favorité - tedy Mladá Boleslav a Olomouc. Vedení klubu, samotný hlavní trenér Čelanský, ale i veřejnost si nicméně nepřipouštěli, že by snad Kladnu mohl hrozit sestup. Přece jen mezi extraligovým a prvoligovým týmem musí být viditelný rozdíl. Nicméně ti, kteří se baráže velmi obávali, nebyli zase tak daleko od pravdy. Kladno odjelo první z 12 utkání baráže hrát do Mladé Boleslavi, kde obdrželo debakl 6:1, který snad měl být jakousi výstrahou.
Reparát však Rytíři nedokázali složit ani ve 2. kole baráže, kdy doma podlehli Chomutovu 2:4 a po úvodních dvou kolech se tak s hrozivým skórem 2:10 a ziskem 0 bodů krčili na poslední příčce čtyřčlenné skupiny o účast v příštím ročníku extraligy. Z této šlamastiky se bohužel tým trenéra Jiřího Čelanského už nevybabral. V již dost beznadějné situaci přece jen po lepších výkonech blýskla jakási teoretická naděje. Ta však definitivně zhasla poté, co Rytíři nedotáhli slibně rozehrané utkání 9. kola baráže v Olomouci. V 5. minutě zápasu sice vedli již 3:0, nakonec však prohráli 5:3. Ačkoli měla baráž před sebou ještě 3 kola, znamenala tato porážka sestup Kladna z nejvyšší ligové soutěže. Kladno ji opustilo po 12 letech.

### Sezóna 2014/2015
Po skončení sezony se v Kladně očekávaly velké změny. Zejména kladenská veřejnost, bývalí hráči, odchovanci kladenského hokeje, lidé, kteří se v Kladně v hokeji v minulosti angažovali, volali po změnách a dávali vinu zejména vedení klubu v čele s Jaromírem Jágrem. Nikdo pořádně nevěděl, zda se nějaké změny odehrají, jací hráči klub opustí, kteří zůstanou, kdo bude Kladno trénovat apod. Jisté bylo pouze to, že s koncem barážových bojů nastoupilo na zimní stadion i přes sestup do nižší soutěže komando řemeslníků, aby zahájilo dlouhá léta plánovanou rekonstrukci stařičkého zimního stadionu. Její první etapa proběhla právě v létě 2014.
Očekávání výrazných změn nakonec příliš naplněno nebylo. Po příjezdu Jaromíra Jágra do Čech se veřejnost dozvěděla spíše o jeho účasti na MS, o změnách v hokeji se mlčelo. Kladenská veřejnost pak poměrně s nelibostí přijala informaci o tom, že příprava na nový ročník bude zahájena 12. května pod vedením trenérů Jiřího Čelanského a Jiřího Kopeckého. Právě trenér Čelanský byl často zmiňován jako jeden z hlavních viníků sestupu a jeho setrvání u týmu tak nikdo příliš neočekával. O to více naopak fanoušky rozezlilo, když vedením klubu nebyla nabídnuta smlouva úspěšnému trenérovi a odchovanci kladenského hokeje Janu Nelibovi, kterého si nejeden divák kladenských zápasů přál v roli hlavního kouče. Postava trenéra Jiřího Čelanského je tak jistě velmi kontroverzní a u fanoušků kladenského hokeje nemá vůbec dobrou pozici a pověst. Informace o tom, že mezi původními asistenty a Jiřím Čelanským nepanovaly během sezony 2013/14 dobré vztahy, se navíc potvrdily z úst samotného Jana Neliby, tím kritika směrem k Jiřímu Čelanskému a k vedení klubu ještě vzrostla. Faktem je, že za sestup byl „potrestán“ fakticky pouze Jan Neliba.
V každém případě se mužstvo 12. května 2014 sešlo k letní přípravě pod vedením dvojice Čelanský-Kopecký.
Ze začátku sezóny na zimním stadionu stále probíhala rekonstrukce, a proto museli kladenští hokejisté odehrát 21 zápasů na venkovních hřištích a to se na nich také podepsalo. Poté, co se pohybovali spíše kolem míst zaručující jistotu předkola Play-Off, se kladenští vrátili zpět do nově zrekonstruovaného domova. A tím se odstartovala vítězná série, při které Kladno doma poráželo jednoho soupeře za druhým. Nutno však podotknout, že jistá část kladenské hokejové veřejnosti velmi často upozorňovalo na to, že Kladno sice vítězí, přesto však dělá velmi mnoho chyb na to, aby to stačilo na postup do extraligy. Některá utkání totiž Kladno nehrálo vůbec dobře, přesto však většinu z nich dokázalo dotáhnout do vítězného konce. Varovným signálem tak byl vlastně jen debakl od Benátek nad Jizerou. Kladenští se, zejména díky výhodě domácího prostředí ve většině zápasů druhé poloviny soutěže, dokázali vyhoupnout až na 2. místo. Na jednu stranu kvůli kontumaci utkání s Havl. Brodem, ale na stranu druhou po 2 prohraných zápasech na konci sezóny – navíc s mužstvy, kterým už fakticky o nic nešlo a dle toho vypadala také jejich soupiska – skončilo Kladno po základní části 1. ligy na 5. místě se ztrátou 3 bodů na 2. místo. I proto se tak A-tým Kladna umístil v druhé nejvyšší soutěži na 5. místě. V dřívějších dobách bylo po sestupu zvykem, že Kladno nižší soutěž válcovalo.
Ve čtvrtfinále play off tak tým Kladna narazil na Jihlavu, první dvě utkání se hrála v Jihlavě, další dvě potom v Kladně. Série dospěla až do rozhodujícího sedmého duelu, ve kterém Kladno na Jihlavu nestačilo a sezona pro něj skončila. Fanouškům, odchovancům i celé hokejové veřejnosti vadil způsob, jakým se v kladenském hokejovém oddíle pracuje. Kritikou nešetřil ani primátor města, bývalý hokejista, Milan Volf, který se ostře pustil do většinového majitele Jaromíra Jágra. Nutno konstatovat, že jeho slova byla pravdivá a vystihla současnou situaci Kladna. S přístupem, kterým se klub v současné době prezentuje, se o bojích o postupu do extraligy mluvit nedá.

### Sezóny 2015/2016, 2016/2017, 2017/2018
Před novou sezonou se po předchozí neúspěšné sezoně, ve které Kladno dosáhlo historicky nejhoršího umístění ve druhé nejvyšší soutěži, očekávaly výrazné změny. Fanoušci, odchovanci i ostatní pozorovatelé hokejového dění s napětím sledovali přestřelku mezi primátorem města a rodinou Jaromíra Jágra. Nutno podotknout, že město po dlouhé roky výrazným způsobem dotuje hokejový klub a je tím pádem vlastně jeho majoritním sponzorem. Kromě toho vlastní město Kladno také 30 % akcií klubu a zdá se býti logické, že se chce k činnosti oddílu nějakým způsobem vyjadřovat, což se rodině majitele nelíbí. Zásadní otázkou tak nezůstalo pouze obsazení trenérských postů (fanoušky vyděsila po skončení čtvrtfinále s Jihlavou zpráva, že trenéři Čelanský a Kopecký nadále pokračují na pokyn Jaromíra Jágra v trénování s mužstvem a mají smlouvy do konce dubna). Veřejnost si přála jasné rozdělení rolí v klubu, lepší výsledky práce s mládeží a doplnění hráčského kádru tak, aby byl konkurenceschopný – a to nejen v bojích o postup, ale především v bojích s lepšími týmy první ligy – neboť i tam mužstvo v předchozí sezoně zaostávalo. Jednání o hráčském kádru se ujal Jaromír Jágr st., který v závěru března informoval o prvních podepsaných kontraktech – zejména s mladšími hráči.
Fanoušky kladenského hokeje nakonec potěšila zpráva, která se na klubovém webu objevila v závěru března. Neoblíbený a nutno konstatovat, že i neúspěšný trenér Jiří Čelanský na kladenské střídačce končí, vedení klubu neuplatnilo na jeho smlouvu opci. Z lavičky A-týmu odešel i asistent trenéra Jiří Kopecký, který se ujal funkce manažera mládeže, kde nahradil Josefa Zajíce. Jejich pozice zaujali dosavadní trenéři mládeže – Jindřich Lidický a David Čermák.
Kladno sice projelo základní část soutěže bez většího zaváhání, jeho hráči, např. David Stach, se stali i držiteli rekordů 1. ligy. V play off však Kladno narazilo na Ústí nad Labem a s houževnatým soupeřem překvapivě vypadlo 4:2 na zápasy. Sezona 2015/2016 tak pro dříve tradičního účastníka nejvyšší soutěže skončila nechvalně.
Po sezoně 2015/2016 proběhly v Kladně opět velké změny, ať už ve vedení klubu, realizačním týmu, tak v hráčském kádru. Trenéři Lidický s Čermák se vrátili zpět k mládeži, od mládeže se naopak k áčku vrátil trenér Jiří Kopecký, který se stal asistentem nového hlavního trenéra a současně nového manažera a jednatele klubu Pavla Patery. Ten si pak jako druhého asistenta vybral další klubovou ikonu – Františka Kaberleho ml. Do klubu se také vrátili slavní odchovanci – Tenkrát, Burger, Ton, klub naopak opustil nejproduktivnější hráč předchozího ročníku – David Stach, s ním i celá řada dalších hráčů.
Tým se sice opět usadil na prvních místech tabulky, kde se pohyboval prakticky po celou sezonu. Jeho výsledky však nebyly příliš vyrovnané, ztrácel poměrně dost bodů v utkáních se slabšími soupeři, v určité fázi sezony se mu pak poměrně dost výrazně nedařilo na domácí půdě, což se nelíbilo kladenským příznivcům a také se to odrazilo na návštěvnosti. Tým nakonec po základní části skončil celkově na 3. místě.
Ve čtvrtfinále play off narazilo Kladno na Ústí nad Labem, se kterým v předešlé sezoně překvapivě vypadlo. V aktuálním ročníku však s přehledem splnilo roli favorita a Ústí, byť ve velmi vyrovnaných zápasech, porazilo 4:0 na zápasy. Poprvé po sestupu se tak přehouplo přes čtvrtfinále a narazilo v semifinále na Jihlavu, která, vzhledem k lepšímu postavení v tabulce, měla výhodu domácího prostředí. A právě ta se ukázala jako rozhodující. Série skončila poměrem 4:3 na zápasy pro Duklu Jihlava, která tak pokračovala do baráže o extraligu, Kladnu skočila sezóna. Nutno říci, že s lepším výsledkem než předchozí sezóny po sestupu, přesto však bez zásahu do bojů o postup do nejvyšší soutěže.
Před sezonou 2017/2018 došlo v týmu Kladna opět k velkým hráčským změnám. Představa, že odchovanci Kladna dotáhnou Kladno zpět do extraligy, se ukázala jako nefunkční. Vedení klubu v čele s jednatelem Pavlem Paterou proto přišlo s novou koncepcí. Tým se bude budovat dlouhodobě, cíl postupu je reálný v následujících 3 letech. Angažovali se tedy zejména mladší hráči. Hlavním trenérem se stal uznávaný odborník Miloslav Hořava, který si k ruce ponechal Pavla Pateru.

### Sezóna 2018/2019 - extraliga je konečně zpět!
Do celkově páté prvoligové sezony v řadě vstupoval kladenský tým pod trenérskou trojicí Jindřich Lidický,David Čermák a Jan Kregl a právě tato trojice měla za úkol vybojovat návrat do nejvyšší české soutěže. Už před začátkem sezony docházelo na Kladně k velice zajímavým přestupům. Z hokejového důchodu přišel Petr Vampola, za zmínku jistě stojí i příchod dvou velice zkušených obránců a prvoligových rekordmanů Jiřího Říhy a Brendona Nashe. Jako velice důležitý se ukázal i návrat kladenského odchovance Tomáše Plekance z NHL, i když Tomáš měl střídavé starty do Komety Brno, tak nejdůležitější část sezony odehrál právě na Kladně. Obranné řady rytířů vystužil ještě před koncem přestupového období rakouský obr André Lakos. Navzdory velkých jmen v kladenském kádru rytíři obsadili po základní části „pouze“ 4. místo. Ve čtvrtfinále však Kladno smetlo i s Jaromírem Jágrem tým Hc Zubr Přerov 4:1 na zápasy. V semifinále kladenský tým vyzval vítěze základní části Hc Dukla Jihlava, kterou porazil jednoznačně 4:1 na zápasy. Tomáš Plekanec se stal s 15 kanadskými body nejproduktivnějším hráčem playoff 1. ligy. V baráži o extraligu to s Kladnem po dvou úvodních porážkách a skóre 0:7 nevypadalo vůbec dobře, tým se však semknul a z následujících 8 utkání slavil 7 tříbodových výher. Rytíři tak s předstihem mohli už po 10. barážovém kole slavit návrat mezi hokejovou elitu. V baráži vládlo hvězdné kladenské duo Jágr a Plekanec, oba se stali nejproduktivnějšími hráči baráže a Jágr zároveň i nejlepším střelcem.

### Sezóna 2019/2020 - sestup v posledním kole
Extraliga se na Kladně hrála po 5 letech. V týmu pokračovala bojovní parta kolem hlavní hvězdy Jaromíra Jágra. Loňský kapitán, Tomáš Plekanec, odešel do Komety Brno. Kladno posílili tito hráči: Michal Barinka, David Stach, Jakub Valský (hostování z Liberce), Brady Austin, Brendan O' Donnel, Martin Réway, Ondřej Smetana, Ladislav Romančík a brankář Denis Godla. V průběhu sezóny přišel Marek Hovorka a hrdina minulého ročníku, Petr Vampola (hostování ze Slavie). Po skvělých výkonech však přišel pád z 10. místa až na poslední příčku (Kladno v poslední části soutěže prohrálo v jednu chvíli 12 zápasů v řadě) a muselo se zachraňovat v posledním kole, které se odehrálo v Litvínově. Tam však Rytíři prohráli a po roce sestoupili do Chance ligy. 
Tým opustila řada hráčů, především opor. Vedení v čele s Jaromírem Jágrem tak muselo stavět prakticky celé nové mužstvo.

### Sezóna 2020/2021 - opětovný návrat v 7. zápase finále play-off
Pro tento ročník, který se prakticky celý odehrál bez diváků kvůli pandemii nemoci COVID 19, mělo vedení Rytířů jediný cíl, vrátit se po roce zpět do nejvyšší soutěže. Ročník byl v jeden čas přerušen na více než měsíc. V té době se Kladno pohybovalo ve středu tabulky, výkony měly k dokonalosti daleko. Po této nucené pauze však bojovná parta kolem kapitána Tomáše Plekance, který se z rodinných důvodů vrátil po sezóně na Kladno, zabrala a mohla slavit výhru v základní části s náskokem čtyř bodů před druhou Jihlavou. Play-off slibovalo vyrovnané bitvy. Kladno na svého soupeře muselo čekat poměrně dlouho, jelikož Jihlava přetlačila Litoměřice až v rozhodujícím 7. zápase (musela otáčet sérii ze stavu 1:3). Kladno se ve čtvrtfinále utkalo s pražskou Slávií, za kterou hrál i miláček kladenského publika Petr Vampola. Pražané byli pro Kladno nepříjemným soupeřem, v několika zápasech Kladno otáčelo stav, nakonec však série skončila za stavu 4:1 pro Rytíře. V semifinále narazilo Kladno na jednoho z nejtěžších soupeřů, konkrétně na Porubu, která před sezónou výrazně posilovala. Podle mnoha lidí se jednalo o předčasné finále. Sérii, která byla opět velmi vyrovnaná, nakonec Rytíři zvládli v poměru 4:0 a čekalo je finále s Duklou Jihlava. Toto velké finále mohlo začít o pár dní dříve, nakonec však začalo podle původního termínu, jelikož oba týmy chtěly využít čas na odpočinek a vyléčení šrámů. Pro Rytíře se finálová série od začátku nevyvíjela dobře, po dvou domácích porážkách už vedení Jihlavy uvažovalo, kde odehraje extraligu, nakonec však Rytíři doslova urvali rozhodující 7. zápas (rozhodla již první třetina) a cíl klubu - tedy návrat do extraligy, se po roce naplnil.

### Sezóna 2021/2022
Kladno po postupu do extraligy drobně proměnilo soupisku, před začátkem ročníku oznámil majitel Jaromír Jágr s vedením klubu celkem šest zahraničních posil, Rytíře posílili Danny Kristo, Daniel Ciampini, Kyle Wood, Cody Donaghey, Jake Dotchin a Landon Bow a zejména poslední jmenovaný patřil k nepostradatelným hrdinům celého extraligového ročníku. Ten byl pro kladenské hokejisty opravdu těžkou zkouškou, museli se totiž obejít bez svého stadionu, ten totiž procházel největší rekonstrukcí ve své historii. Kladno našlo azyl v Chomutově. Tam se modrobílým zejména v novém kalendářním roce 2022 dařilo a sahalo i po senzačním postupu do předkola play-off. Hrozba přímého sestupu během posledních kol pominula a Kladno skončilo po základní části na 14. místě a čekalo na barážového soka. Tím byla nakonec velmi dobře známá Jihlava, kterou Rytíři porazili 4:1 na zápasy a uchovali si extraligovou příslušnost. Tento ročník byl přelomovým pro útočníka Adama Kubíka, který zapsal 17 branek. 

### Sezóna 2022/2023
Chomutovská etapa skončila a Kladno se po roce vrátilo domů. Úvod sezóny se novému trenérskému štábu Vejvoda - Mach vydařil, během první třetiny během utkání s třineckými Oceláři se Rytíři v livetabulce pohybovali na prvním místě, poté ale přišel výsledkový pád a Kladno se pohybovalo společně s Českými Budějovicemi a Litvínovem na chvostu tabulky. V 51 kole se definitivně rozhodlo o tom, že kladenské mužstvo skončí poslední a čeká ho baráž o udržení, tentokrát se zlínskými Berany. Kladno ale soupeři nedalo vůbec žádnou šanci a v sérii hrané na čtyři vítězné duely vyhrálo 4:0. I následující 99. ročník kladenského klubu bude extraligový!

### Sezóna 2023/2024
Před touto sezónou klub opustil útočník Adam Kubík, který přestoupil do českobudějovického Motoru. I ve vedení klubu nastaly drobné změny, například dosavadního tiskového mluvčího Lukáše Jůdla nahradil Jaroslav Keimar. Během měsíce října ale přišel jeden z nejcitelnějších odchodů za poslední dobu, ze zdravotních důvodů totiž musel skončit kapitán Tomáš Plekanec. Jeho funkci zastal navrátilec Radek Smoleňák. Tento ročník se Rytířům vůbec nevydařil. Sice se ještě v průběhu ledna pohybovali na 13. místě, které by znamenalo únik z barážových vod, konkurence ale po změnách začala vyhrávat a Kladno naopak zapsalo rekordní sérii proher (17 v řadě). I proto čekala Rytíře třetí baráž v řadě, kterou Kladno opět zvládlo a porazilo v ní Vsetín v nejkratším možném čase. Tato sezóna byla přelomovou pro obránce Jiřího Ticháčka, který vyhrál kanadské bodování zadáků a po zisku stříbra na juniorském šampionátu juniorů 2022/2023 si tento skromný mladý bek řekl o šanci v A týmu reprezentace.

### Sezóna 2024/2025 - 100. sezóna kladenského hokeje
Během května 2024 klub oznámil řadu změn. Po dvou letech skončil na lavičce lodivod Otakar Vejvoda a tým opustila řadě hráčů. Tým naopak posílili Štěpán Lukeš, Radek Jeřábek a Tomáš Hanousek. Letní přípravu zahájili Rytíři pod vedením Tomáše Horny, který má na starosti fyzickou přípravu hráčů.  

## Historické názvy
Zdroj: 
- 1924 – HOSK Kladno (Hokejový odbor sportovního klubu Kladno)
- 1948 – TJ Sokol Kladno (Tělovýchovná jednota Sokol Kladno)
- 1949 – TJ Sokol SONP Kladno (Tělovýchovná jednota Sokol Spojené ocelárny, národní podnik Kladno)
- 1953 – DSO Baník Kladno SONP (Dobrovolná sportovní organizace Baník Kladno Spojené ocelárny, národní podnik)
- 1958 – TJ SONP Kladno (Tělovýchovná jednota Spojené ocelárny, národní podnik Kladno)
- 1977 – TJ Poldi SONP Kladno (Tělovýchovná jednota Poldi Spojené ocelárny, národní podnik Kladno)
- 1989 – TJ Poldi Kladno (Tělovýchovná jednota Poldi Kladno)
- 1991 – HC Kladno (Hockey Club Kladno)
- 1994 – HC Poldi Kladno (Hockey Club Poldi Kladno)
- 1996 – HC Kladno (Hockey Club Kladno)
- 1997 – HC Velvana Kladno (Hockey Club Velvana Kladno)
- 2000 – HC Vagnerplast Kladno (Hockey Club Vagnerplast Kladno)
- 2003 – HC Rabat Kladno (Hockey Club Rabat Kladno)
- 2006 – HC GEUS OKNA Kladno (Hockey Club GEUS OKNA Kladno)[15]
- 2010 – HC Vagnerplast Kladno (Hockey Club Vagnerplast Kladno)
- 2011 – Rytíři Kladno

## Získané trofeje

### Vyhrané domácí soutěže
- Československá liga ledního hokeje ( 6× )
  - 1958/59, 1974/75, 1975/76, 1976/77, 1977/78, 1979/80

### Vyhrané mezinárodní soutěže
- Evropský hokejový pohár ( 1× )
  - 1976/77

## Statistiky

### Přehled ligové účasti
Stručný přehled
Zdroj: 
- 1949–1950: Středočeská I. třída – sk. D (3. ligová úroveň v Československu)
- 1950–1951: Oblastní soutěž – sk. B (2. ligová úroveň v Československu)
- 1951–1953: 1. liga – sk. A (1. ligová úroveň v Československu)
- 1953–1954: Celostátní soutěž – sk. D (2. ligová úroveň v Československu)
- 1954–1955: Celostátní soutěž – sk. F (2. ligová úroveň v Československu)
- 1955–1956: 1. liga – sk. B (1. ligová úroveň v Československu)
- 1956–1983: 1. liga (1. ligová úroveň v Československu)
- 1983–1985: 1. ČNHL (2. ligová úroveň v Československu)
- 1985–1986: 1. liga (1. ligová úroveň v Československu)
- 1986–1987: 1. ČNHL (2. ligová úroveň v Československu)
- 1987–1993: 1. liga (1. ligová úroveň v Československu)
- 1993–2002: Extraliga (1. ligová úroveň v České republice)
- 2002–2003: 1. liga (2. ligová úroveň v České republice)
- 2003–2014: Extraliga (1. ligová úroveň v České republice)
- 2014–2019: 1. liga (2. ligová úroveň v České republice)
- 2019–2020: Extraliga (1. ligová úroveň v České republice)
- 2020–2021: 1. liga (2. ligová úroveň v České republice)
- 2021–: Extraliga (1. ligová úroveň v České republice)

Jednotlivé ročníky
Zdroj: 
Legenda: červené podbarvení - sestup, zelené podbarvení - postup, fialové podbarvení - reorganizace, změna skupiny či soutěže
| Československo (1949 – 1993) |                              |        |    |     |                                                                  |          |                        |
| Ročník                       | Soutěž                       | Úroveň | PK | ZČ  | Play-off                                                         | Cel. um. | Pozn.                  |
| 1949/1950                    | Středočeská I. třída – sk. D | 3.     | 6  | 1.  | Finálová skupina B (2. místo = nepostup; postup B-týmu ze sk. D) | 1.       | Postup                 |
| 1950/1951                    | Oblastní soutěž – sk. B      | 2.     | 8  | 2.  | Plzeňský turnaj (4. místo; nepostup do finále)                   | 2.       | Administrativní postup |
| 1951/1952                    | 1. liga – sk. A              | 1.     | 6  | 6.  |                                                                  | 6.       |                        |
| 1952/1953                    | 1. liga – sk. A              | 1.     | 7  | 7.  |                                                                  | 7.       | Sestup                 |
| 1953/1954                    | Celostátní soutěž – sk. D    | 2.     | 4  | 1.  |                                                                  | 1.       | Finále                 |
| 1954/1955                    | Celostátní soutěž – sk. F    | 2.     | 4  | 1.  |                                                                  | 1.       | Finále                 |
| 1955/1956                    | 1. liga – sk. B              | 1.     | 8  | 5.  |                                                                  | 5.       |                        |
| 1956/1957                    | 1. liga                      | 1.     | 14 | 5.  |                                                                  | 5.       |                        |
| 1957/1958                    | 1. liga                      | 1.     | 12 | 5.  |                                                                  | 5.       |                        |
| 1958/1959                    | 1. liga                      | 1.     | 12 | 1.  |                                                                  | 1.       |                        |
| 1959/1960                    | 1. liga                      | 1.     | 12 | 5.  |                                                                  | 5.       |                        |
| 1960/1961                    | 1. liga                      | 1.     | 12 | 4.  |                                                                  | 6.       |                        |
| 1961/1962                    | 1. liga                      | 1.     | 12 | 8.  |                                                                  | 7.       |                        |
| 1962/1963                    | 1. liga                      | 1.     | 12 | 7.  |                                                                  | 8.       |                        |
| 1963/1964                    | 1. liga                      | 1.     | 12 | 2.  |                                                                  | 4.       |                        |
| 1964/1965                    | 1. liga                      | 1.     | 12 | 5.  |                                                                  | 6.       |                        |
| 1965/1966                    | 1. liga                      | 1.     | 10 | 6.  |                                                                  | 6.       |                        |
| 1966/1967                    | 1. liga                      | 1.     | 10 | 7.  |                                                                  | 7.       |                        |
| 1967/1968                    | 1. liga                      | 1.     | 10 | 5.  |                                                                  | 5.       |                        |
| 1968/1969                    | 1. liga                      | 1.     | 10 | 5.  |                                                                  | 5.       |                        |
| 1969/1970                    | 1. liga                      | 1.     | 10 | 4.  |                                                                  | 4.       |                        |
| 1970/1971                    | 1. liga                      | 1.     | 10 | 4.  | O 3. místo (prohra 0:2 na zápasy s Slovan Bratislava)            | 4.       |                        |
| 1971/1972                    | 1. liga                      | 1.     | 10 | 3.  |                                                                  | 3.       |                        |
| 1972/1973                    | 1. liga                      | 1.     | 10 | 4.  | O 3. místo (prohra 2:3 na zápasy s Slovan Bratislava)            | 4.       |                        |
| 1973/1974                    | 1. liga                      | 1.     | 12 | 5.  |                                                                  | 5.       |                        |
| 1974/1975                    | 1. liga                      | 1.     | 12 | 1.  |                                                                  | 1.       |                        |
| 1975/1976                    | 1. liga                      | 1.     | 12 | 1.  |                                                                  | 1.       |                        |
| 1976/1977                    | 1. liga                      | 1.     | 12 | 1.  |                                                                  | 1.       |                        |
| 1977/1978                    | 1. liga                      | 1.     | 12 | 1.  |                                                                  | 1.       |                        |
| 1978/1979                    | 1. liga                      | 1.     | 12 | 4.  |                                                                  | 4.       |                        |
| 1979/1980                    | 1. liga                      | 1.     | 12 | 1.  |                                                                  | 1.       |                        |
| 1980/1981                    | 1. liga                      | 1.     | 12 | 3.  |                                                                  | 3.       |                        |
| 1981/1982                    | 1. liga                      | 1.     | 12 | 2.  |                                                                  | 2.       |                        |
| 1982/1983                    | 1. liga                      | 1.     | 12 | 12. |                                                                  | 12.      | Sestup                 |
| 1983/1984                    | 1. ČNHL                      | 2.     | 12 | 1.  |                                                                  | 1.       | Kvalifikace            |
| 1984/1985                    | 1. ČNHL                      | 2.     | 12 | 1.  |                                                                  | 1.       | Kvalifikace            |
| 1985/1986                    | 1. liga                      | 1.     | 12 | 10. |                                                                  | 12.      | O udržení              |
| 1986/1987                    | 1. ČNHL                      | 2.     | 12 | 1.  | Finále (výhra 2:0 na zápasy nad TJ DS Olomouc)                   | 1.       | Postup                 |
| 1987/1988                    | 1. liga                      | 1.     | 12 | 8.  | Semifinále (prohra 1:3 na zápasy s VSŽ Košice)                   | 4.       |                        |
| 1988/1989                    | 1. liga                      | 1.     | 12 | 11. |                                                                  | 12.      | Kvalifikace            |
| 1989/1990                    | 1. liga                      | 1.     | 12 | 6.  | Semifinále (prohra 2:3 na zápasy s TJ Sparta ČKD Praha)          | 4.       |                        |
| 1990/1991                    | 1. liga                      | 1.     | 14 | 12. |                                                                  | 12.      |                        |
| 1991/1992                    | 1. liga – sk. Západ          | 1.     | 8  | 4.  | Čtvrtfinále (prohra 2:3 na zápasy s HK Dukla Trenčín)            | 5.-8.    |                        |
| 1992/1993                    | 1. liga                      | 1.     | 14 | 6.  | Čtvrtfinále (prohra 2:3 na zápasy s HC Vítkovice)                | 5.       |                        |
| Česko (1993 – )              |                              |        |    |     |                                                                  |          |                        |
| Ročník                       | Soutěž                       | Úroveň | PK | ZČ  | Play-off                                                         | Cel. um. | Pozn.                  |
| 1993/1994                    | Extraliga                    | 1.     | 12 | 1.  | Semifinále (prohra 2:3 na zápasy s HC Olomouc)                   | 3.       |                        |
| 1994/1995                    | Extraliga                    | 1.     | 12 | 2.  | Semifinále (prohra 2:3 na zápasy s AC ZPS Zlín)                  | 4.       |                        |
| 1995/1996                    | Extraliga                    | 1.     | 14 | 8.  | Čtvrtfinále (prohra 0:4 na zápasy s HC Petra Vsetín)             | 7.       |                        |
| 1996/1997                    | Extraliga                    | 1.     | 14 | 6.  | Čtvrtfinále (prohra 0:3 na zápasy s HC Vítkovice)                | 6.       |                        |
| 1997/1998                    | Extraliga                    | 1.     | 14 | 12. | Ne                                                               | 12.      |                        |
| 1998/1999                    | Extraliga                    | 1.     | 14 | 13. | Ne                                                               | 13.      |                        |
| 1999/2000                    | Extraliga                    | 1.     | 14 | 12. | Ne                                                               | 12.      |                        |
| 2000/2001                    | Extraliga                    | 1.     | 14 | 12. | Ne                                                               | 12.      |                        |
| 2001/2002                    | Extraliga                    | 1.     | 14 | 14. | Ne                                                               | 14.      | Baráž                  |
| 2002/2003                    | 1. liga                      | 2.     | 14 | 1.  | Finále (výhra 3:1 na zápasy nad HC Dukla Jihlava)                | 1.       | Baráž                  |
| 2003/2004                    | Extraliga                    | 1.     | 14 | 9.  | Ne                                                               | 9.       |                        |
| 2004/2005                    | Extraliga                    | 1.     | 14 | 6.  | Čtvrtfinále (prohra 3:4 na zápasy s HC Moeller Pardubice)        | 7.       |                        |
| 2005/2006                    | Extraliga                    | 1.     | 14 | 13. | Ne                                                               | 13.      |                        |
| 2006/2007                    | Extraliga                    | 1.     | 14 | 8.  | Předkolo (prohra 0:3 na zápasy s HC Znojemští Orli)              | 10.      |                        |
| 2007/2008                    | Extraliga                    | 1.     | 14 | 8.  | Čtvrtfinále (prohra 1:4 na zápasy s HC Mountfield)               | 8.       |                        |
| 2008/2009                    | Extraliga                    | 1.     | 14 | 13. | Ne                                                               | 13.      | sk. o udr.             |
| 2009/2010                    | Extraliga                    | 1.     | 14 | 14. | Ne                                                               | 12.      | sk. o udr.             |
| 2010/2011                    | Extraliga                    | 1.     | 14 | 13. | Ne                                                               | 13.      | sk. o udr.             |
| 2011/2012                    | Extraliga                    | 1.     | 14 | 9.  | Předkolo (prohra 0:3 na zápasy s HC Kometa Brno)                 | 9.       |                        |
| 2012/2013                    | Extraliga                    | 1.     | 14 | 7.  | Čtvrtfinále (prohra 1:4 na zápasy s HC Slavia Praha)             | 7.       |                        |
| 2013/2014                    | Extraliga                    | 1.     | 14 | 13. | Ne                                                               | 13.      | Baráž                  |
| 2014/2015                    | 1. liga                      | 2.     | 14 | 5.  | Čtvrtfinále (prohra 3:4 na zápasy s HC Dukla Jihlava)            | 5.       |                        |
| 2015/2016                    | 1. liga                      | 2.     | 14 | 1.  | Čtvrtfinále (prohra 2:4 na zápasy s HC Slovan Ústí nad Labem)    | 5.       |                        |
| 2016/2017                    | 1. liga                      | 2.     | 14 | 3.  | Semifinále (prohra 3:4 na zápasy s HC Dukla Jihlava)             | 3.       |                        |
| 2017/2018                    | 1. liga                      | 2.     | 14 | 3.  | Semifinále (výhra 4:1 na zápasy nad ČEZ Motor České Budějovice)  | 2.       | Baráž                  |
| 2018/2019                    | 1. liga                      | 2.     | 15 | 4.  | Semifinále (výhra 4:1 na zápasy nad HC Dukla Jihlava)            | 2.       | Baráž                  |
| 2019/2020                    | Extraliga                    | 1.     | 14 | 14. | Ne                                                               | 14.      | Sestup                 |
| 2020/2021                    | 1. liga                      | 2.     | 18 | 1.  | Finále (výhra 4:3 na zápasy nad HC Dukla Jihlava)                | 1.       | Postup                 |
| 2021/2022                    | Extraliga                    | 1.     | 15 | 14. | Ne                                                               | 14.      | Baráž                  |
| 2022/2023                    | Extraliga                    | 1.     | 14 | 14. | Ne                                                               | 14.      | Baráž                  |
| 2023/2024                    | Extraliga                    | 1.     | 14 | 14. | Ne                                                               | 14.      | Baráž                  |
| 2024/2025                    | Extraliga                    | 1.     | 14 | 13. | Ne                                                               | 13.      |                        |
| 2025/2026                    | Extraliga                    | 1.     | 14 |     |                                                                  |          |                        |

### Přehled kapitánů a trenérů v jednotlivých sezónách
| Sezóna    | Soutěž    | Kapitán                       | Trenéři                                                                                          | Soupiska                                         |
| --------- | --------- | ----------------------------- | ------------------------------------------------------------------------------------------------ | ------------------------------------------------ |
| 1965/1966 | 1.Liga    |                               | František Novotný (do 29.10.1965), Stanislav Bacílek (od 30.10.1965)                             | Archivováno 9. 4. 2020 na Wayback Machine.       |
| 1966/1967 | 1.Liga    |                               | Oldřich Mlčoch (do 30.11.1966), Bohumil Prošek (do 1.12.1966)                                    | Archivováno 18. 6. 2020 na Wayback Machine.      |
| 1967/1968 | 1.Liga    |                               | Bohumil Prošek                                                                                   | Archivováno 18. 6. 2020 na Wayback Machine.      |
| 1968/1969 | 1.Liga    |                               | Bohumil Prošek                                                                                   | Archivováno 18. 6. 2020 na Wayback Machine.      |
| 1969/1970 | 1.Liga    | František Pospíšil            | Bohumil Prošek                                                                                   | Archivováno 18. 6. 2020 na Wayback Machine.      |
| 1970/1971 | 1.Liga    | František Pospíšil            | Bohumil Prošek                                                                                   | Archivováno 24. 3. 2021 na Wayback Machine.      |
| 1971/1972 | 1.Liga    | František Pospíšil            | Bohumil Prošek                                                                                   | Archivováno 24. 3. 2021 na Wayback Machine.      |
| 1972/1973 | 1.Liga    | František Pospíšil            | Bohumil Prošek                                                                                   | Archivováno 24. 3. 2021 na Wayback Machine.      |
| 1973/1974 | 1.Liga    | František Pospíšil            | Jaroslav Volf, Václav Slánský                                                                    | Archivováno 9. 4. 2020 na Wayback Machine.       |
| 1974/1975 | 1.Liga    | František Pospíšil            | Jaroslav Volf, Václav Slánský                                                                    | Archivováno 17. 7. 2019 na Wayback Machine.      |
| 1975/1976 | 1.Liga    | František Pospíšil            | Jaroslav Volf, Václav Slánský                                                                    | Archivováno 19. 12. 2019 na Wayback Machine.     |
| 1976/1977 | 1.Liga    | František Pospíšil            | Jaroslav Volf, Václav Slánský                                                                    | Archivováno 22. 6. 2021 na Wayback Machine.      |
| 1977/1978 | 1.Liga    | František Pospíšil            | Bohumil Prošek, Václav Slánský                                                                   | Archivováno 22. 6. 2021 na Wayback Machine.      |
| 1978/1979 | 1.Liga    | Milan Nový                    | Bohumil Prošek, Václav Slánský                                                                   | Archivováno 22. 6. 2021 na Wayback Machine.      |
| 1979/1980 | 1.Liga    | Milan Nový                    | František Pospíšil, Josef Vimmer                                                                 | Archivováno 22. 6. 2021 na Wayback Machine.      |
| 1980/1981 | 1.Liga    | Milan Nový                    | František Pospíšil, Josef Vimmer                                                                 | Archivováno 22. 6. 2021 na Wayback Machine.      |
| 1981/1982 | 1.Liga    | Milan Nový                    | František Pospíšil, Josef Vimmer                                                                 | Archivováno 22. 6. 2021 na Wayback Machine.      |
| 1982/1983 | 1.Liga    |                               | František Pospíšil, Josef Vimmer (později Jindřich Lidický, Zdeněk Hrabě)                        | Archivováno 22. 6. 2021 na Wayback Machine.      |
| 1983/1984 | 1.ČNHL    |                               | Bohumil Prošek, Václav Slánský, Jaroslav Volf, Zdeněk Šindler                                    | Archivováno 22. 6. 2021 na Wayback Machine.      |
| 1984/1985 | 1.ČNHL    | Václav Sýkora                 | Jaroslav Volf, Zdeněk Šindler                                                                    | Archivováno 22. 6. 2021 na Wayback Machine.      |
| 1985/1986 | 1.Liga    | Václav Sýkora                 | Jaroslav Volf, Zdeněk Šindler                                                                    | Archivováno 22. 6. 2021 na Wayback Machine.      |
| 1986/1987 | 1.ČNHL    | Václav Sýkora                 | Eduard Novák, Bedřich Brunclík                                                                   | Archivováno 22. 6. 2021 na Wayback Machine.      |
| 1987/1988 | 1.Liga    | Milan Nový                    | Eduard Novák, Bedřich Brunclík                                                                   | Archivováno 22. 6. 2021 na Wayback Machine.      |
| 1988/1989 | 1.Liga    | Milan Eberle                  | Eduard Novák, Bedřich Brunclík (později Václav Sýkora, Bohumil Prošek)                           | Archivováno 22. 6. 2021 na Wayback Machine.      |
| 1989/1990 | 1.Liga    |                               | Václav Sýkora, František Kaberle                                                                 | Archivováno 23. 10. 2020 na Wayback Machine.     |
| 1990/1991 | 1.Liga    |                               | Václav Sýkora, František Kaberle                                                                 | Archivováno 23. 10. 2020 na Wayback Machine.     |
| 1991/1992 | 1.Liga    |                               | Eduard Novák, Otakar Vejvoda                                                                     | Archivováno 22. 6. 2021 na Wayback Machine.      |
| 1992/1993 | 1.Liga    |                               | Eduard Novák, Zdeněk Müller, Otakar Vejvoda                                                      | Archivováno 18. 5. 2021 na Wayback Machine.      |
| 1993/1994 | Extraliga | Josef Zajíc                   | Jan Neliba, Zdeněk Müller                                                                        | Zde Archivováno 18. 3. 2016 na Wayback Machine.  |
| 1994/1995 | Extraliga | Josef Zajíc                   | Jan Neliba, Zdeněk Müller                                                                        | Zde Archivováno 18. 3. 2016 na Wayback Machine.  |
| 1995/1996 | Extraliga | Pavel Patera                  | Jan Neliba, Zdeněk Müller                                                                        | Zde Archivováno 18. 3. 2016 na Wayback Machine.  |
| 1996/1997 | Extraliga | Zdeněk Eichenmann             | Jan Novotný, Lubomír Bauer                                                                       | Zde Archivováno 18. 3. 2016 na Wayback Machine.  |
| 1997/1998 | Extraliga | Zdeněk Eichenmann             | Jan Novotný, Lubomír Bauer (později Zdeněk Šindler, Lubomír Bauer)                               | Zde Archivováno 25. 11. 2015 na Wayback Machine. |
| 1998/1999 | Extraliga | Josef Zajíc                   | Zdeněk Šindler, Lubomír Bauer (později Otakar Vejvoda, Lubomír Bauer)                            | Zde Archivováno 18. 3. 2016 na Wayback Machine.  |
| 1999/2000 | Extraliga | Michal Mádl                   | Otakar Vejvoda, Lubomír Bauer (později Eduard Novák, Petr Fiala)                                 | Zde Archivováno 18. 3. 2016 na Wayback Machine.  |
| 2000/2001 | Extraliga | Michal Mádl                   | Eduard Novák, Petr Fiala                                                                         | Zde Archivováno 18. 3. 2016 na Wayback Machine.  |
| 2001/2002 | Extraliga | Ladislav Svoboda              | Zdeněk Vojta, Miloslav Hořava, Milan Skrbek (později Jaromír Šindel, Jiří Kopecký, Milan Skrbek) | Zde Archivováno 18. 3. 2016 na Wayback Machine.  |
| 2002/2003 | 1. liga   | Robert Kysela                 | Zdeněk Müller, Vladimír Evan, Petr Tatíček (poradce Zdeněk Šindler)                              | Zde Archivováno 18. 3. 2016 na Wayback Machine.  |
| 2003/2004 | Extraliga | Josef Zajíc                   | Zdeněk Müller, Vladimír Evan, Petr Tatíček                                                       | Zde Archivováno 18. 3. 2016 na Wayback Machine.  |
| 2004/2005 | Extraliga | Josef Zajíc                   | Zdeněk Müller, Vladimír Evan, Petr Tatíček                                                       | Zde Archivováno 18. 3. 2016 na Wayback Machine.  |
| 2005/2006 | Extraliga | Josef Zajíc                   | Zdeněk Müller, Petr Tatíček                                                                      | Zde Archivováno 18. 3. 2016 na Wayback Machine.  |
| 2006/2007 | Extraliga | Josef Zajíc                   | Zdeněk Müller, Petr Kasík                                                                        | Zde Archivováno 18. 3. 2016 na Wayback Machine.  |
| 2007/2008 | Extraliga | Pavel Patera                  | Zdeněk Müller, Petr Kasík                                                                        | Zde Archivováno 18. 3. 2016 na Wayback Machine.  |
| 2008/2009 | Extraliga | Pavel Patera                  | Zdeněk Müller, Petr Kasík                                                                        | Zde Archivováno 18. 3. 2016 na Wayback Machine.  |
| 2009/2010 | Extraliga | Pavel Patera                  | Zdeněk Müller, Petr Kasík (později Otakar Vejvoda, Petr Kasík)                                   | Zde Archivováno 18. 3. 2016 na Wayback Machine.  |
| 2010/2011 | Extraliga | Pavel Patera                  | Otakar Vejvoda, Petr Kasík (později Petr Tatíček, Jiří Kopecký)                                  | Zde Archivováno 18. 3. 2016 na Wayback Machine.  |
| 2011/2012 | Extraliga | Pavel Patera                  | Zdeněk Vojta, Petr Tatíček, Jiří Kopecký                                                         | Zde Archivováno 18. 3. 2016 na Wayback Machine.  |
| 2012/2013 | Extraliga | Pavel Patera                  | Zdeněk Vojta, Petr Tatíček, Jiří Kopecký                                                         | Zde Archivováno 18. 3. 2016 na Wayback Machine.  |
| 2013/2014 | Extraliga | Pavel Patera                  | Zdeněk Vojta, Petr Tatíček, Jiří Kopecký (později Jiří Čelanský, Jan Neliba, Josef Zajíc)        | Zde Archivováno 18. 3. 2016 na Wayback Machine.  |
| 2014/2015 | 1. liga   | Petr Tenkrát                  | Jiří Čelanský, Jiří Kopecký                                                                      | Zde Archivováno 18. 3. 2016 na Wayback Machine.  |
| 2015/2016 | 1. liga   | Václav Skuhravý               | Jindřich Lidický, David Čermák                                                                   | Zde Archivováno 18. 3. 2016 na Wayback Machine.  |
| 2016/2017 | 1. liga   | Jiří Burger                   | Pavel Patera, František Kaberle                                                                  | Zde Archivováno 20. 7. 2020 na Wayback Machine.  |
| 2017/2018 | 1. liga   | Jakub Strnad, David Tůma      | Miloslav Hořava, Pavel Patera                                                                    | Zde Archivováno 20. 7. 2020 na Wayback Machine.  |
| 2018/2019 | 1. liga   | Jakub Strnad                  | David Čermák, Jindřich Lidický, Jan Kregl                                                        |                                                  |
| 2019/2020 | Extraliga | Jakub Strnad                  | David Čermák, Jindřich Lidický, Jan Kregl                                                        |                                                  |
| 2020/2021 | 1. liga   | Jakub Strnad                  | David Čermák, Jiří Burger, Jan Kregl                                                             | Zde                                              |
| 2021/2022 | Extraliga | Tomáš Plekanec                | David Čermák, Jiří Burger, Jan Kregl, Jeff Paul                                                  | Zde                                              |
| 2022/2023 | Extraliga | Tomáš Plekanec                | Otakar Vejvoda, Miroslav Mach, Jiří Burger, Pavel Skrbek                                         | Zde                                              |
| 2023/2024 | Extraliga | Tomáš Plekanec Radek Smoleňák | Otakar Vejvoda, Miroslav Mach, Jiří Burger, Pavel Skrbek                                         | Zde                                              |
| 2024/2025 | Extraliga | Radek Smoleňák                | David Čermák, Václav Skuhravý, Petr Svoboda                                                      |                                                  |
| 2025/2026 | Extraliga |                               | David Čermák, Ivan Majeský                                                                       |                                                  |

### Celkový přehled výsledků v nejvyšší soutěži
- Stav po sezoně 2013/14.

| Soutěž                       | Sezon | Fáze sezony     | Zápasy | Výhry | Vp | Remízy | Pp | Prohry | VB   | OB   | Bilance |
| ---------------------------- | ----- | --------------- | ------ | ----- | -- | ------ | -- | ------ | ---- | ---- | ------- |
| Československá hokejová liga | 37    | Základní část   | 1280   | 611   | 10 | 159    | 7  | 493    | 4943 | 4599 | +344    |
| Československá hokejová liga | 37    | Baráž/o udržení | 36     | 16    | 0  | 5      | 0  | 15     | 140  | 127  | +13     |
| Československá hokejová liga | 37    | Play-off        | 58     | 25    | 0  | 0      | 1  | 32     | 182  | 234  | -52     |
| Československá hokejová liga | 37    | Celkem          | 1374   | 652   | 10 | 164    | 8  | 540    | 5265 | 4960 | +305    |
| Extraliga ledního hokeje     | 20    | Základní část   | 1012   | 329   | 65 | 89     | 59 | 470    | 2683 | 3148 | -465    |
| Extraliga ledního hokeje     | 20    | Baráž/o udržení | 65     | 30    | 6  | 0      | 7  | 22     | 199  | 174  | +25     |
| Extraliga ledního hokeje     | 20    | Play-off        | 65     | 23    | 4  | 0      | 5  | 33     | 177  | 212  | -35     |
| Extraliga ledního hokeje     | 20    | Celkem          | 1142   | 382   | 75 | 89     | 71 | 525    | 3059 | 3534 | -475    |
| Celkem                       | 57    | Základní část   | 2292   | 940   | 75 | 248    | 66 | 963    | 7626 | 7747 | -121    |
| Celkem                       | 57    | Baráž/o udržení | 101    | 46    | 6  | 5      | 7  | 37     | 339  | 301  | +38     |
| Celkem                       | 57    | Play-off        | 123    | 48    | 4  | 0      | 6  | 65     | 359  | 446  | -87     |
| Celkem                       | 57    | Celkem          | 2516   | 1034  | 85 | 253    | 79 | 1065   | 8324 | 8494 | -170    |

#### Bilance s jednotlivými soupeři v nejvyšší soutěži
- Stav po sezoně 2013/14.

| Soupeř            | Zápasy | Výhry | Vp | Remízy | Pp | Prohry | VB  | OB  | Bilance | První zápas | Poslední zápas |
| ----------------- | ------ | ----- | -- | ------ | -- | ------ | --- | --- | ------- | ----------- | -------------- |
| Sparta Praha      | 219    | 78    | 10 | 29     | 4  | 98     | 679 | 755 | -76     | 1951-11-07  | 2014-02-04     |
| Pardubice         | 216    | 85    | 9  | 25     | 8  | 89     | 754 | 802 | -48     | 1956-10-31  | 2014-01-28     |
| Litvínov          | 198    | 89    | 1  | 24     | 6  | 78     | 714 | 651 | +63     | 1959-10-17  | 2014-03-18     |
| České Budějovice  | 188    | 81    | 5  | 19     | 4  | 79     | 622 | 611 | +11     | 1951-11-04  | 2013-02-03     |
| Plzeň             | 186    | 87    | 6  | 19     | 4  | 70     | 648 | 585 | +63     | 1951-11-10  | 2014-02-06     |
| Vítkovice         | 170    | 57    | 7  | 23     | 5  | 78     | 545 | 595 | -50     | 1956-12-05  | 2014-01-21     |
| Zlín              | 163    | 73    | 10 | 13     | 5  | 62     | 590 | 543 | +47     | 1960-10-16  | 2014-01-24     |
| Jihlava           | 155    | 54    | 1  | 24     | 1  | 75     | 454 | 587 | -133    | 1957-10-27  | 2005-01-20     |
| Kometa Brno       | 152    | 69    | 0  | 10     | 4  | 69     | 493 | 517 | -24     | 1957-01-29  | 2014-03-04     |
| Slovan Bratislava | 123    | 49    | 2  | 13     | 1  | 58     | 420 | 442 | -22     | 1956-11-25  | 1992-12-08     |
| Košice            | 100    | 55    | 1  | 13     | 1  | 30     | 420 | 319 | +101    | 1964-10-07  | 1993-01-12     |
| Slavia Praha      | 84     | 32    | 4  | 1      | 5  | 42     | 215 | 257 | -42     | 1994-09-30  | 2014-01-19     |
| Karlovy Vary      | 76     | 26    | 4  | 7      | 4  | 35     | 194 | 240 | -46     | 1951-11-14  | 2014-03-23     |
| Třinec            | 70     | 21    | 7  | 3      | 3  | 36     | 205 | 247 | -42     | 1995-09-26  | 2014-02-25     |
| Vsetín            | 52     | 10    | 2  | 5      | 4  | 31     | 100 | 174 | -74     | 1994-10-04  | 2007-02-14     |
| Liberec           | 49     | 16    | 6  | 0      | 4  | 23     | 113 | 148 | -35     | 2002-03-23  | 2014-02-02     |
| Chomutov          | 46     | 23    | 2  | 3      | 1  | 17     | 195 | 168 | +27     | 1951-12-02  | 2014-04-18     |
| Trenčín           | 43     | 26    | 0  | 2      | 0  | 15     | 190 | 164 | +26     | 1977-10-30  | 1992-12-04     |
| Znojmo            | 43     | 11    | 1  | 3      | 5  | 23     | 100 | 122 | -22     | 1999-09-10  | 2009-03-17     |
| Olomouc           | 36     | 17    | 2  | 4      | 2  | 11     | 121 | 111 | +10     | 1989-03-14  | 2014-04-20     |
| Mladá Boleslav    | 32     | 13    | 4  | 0      | 6  | 9      | 81  | 84  | -3      | 2008-09-16  | 2014-04-15     |
| Havířov           | 18     | 9     | 0  | 2      | 1  | 6      | 61  | 49  | +12     | 1999-10-15  | 2003-03-30     |
| Opava             | 16     | 8     | 0  | 4      | 0  | 4      | 62  | 42  | +20     | 1956-12-22  | 1999-02-23     |
| Poprad            | 13     | 8     | 0  | 1      | 0  | 4      | 52  | 30  | +22     | 1985-03-22  | 1993-03-01     |
| Zbrojovka Brno    | 12     | 7     | 0  | 1      | 0  | 4      | 48  | 39  | +9      | 1956-11-28  | 1963-02-16     |
| I. ČLTK Praha     | 8      | 6     | 0  | 0      | 0  | 2      | 45  | 25  | +20     | 1955-12-04  | 1964-12-19     |
| Hradec Králové    | 8      | 3     | 0  | 1      | 0  | 4      | 19  | 22  | -3      | 1993-09-14  | 2014-01-31     |
| Nitra             | 8      | 4     | 0  | 2      | 0  | 2      | 26  | 22  | +4      | 1984-04-25  | 1991-02-17     |
| Brno Královo Pole | 6      | 5     | 0  | 0      | 0  | 1      | 29  | 19  | +10     | 1956-12-16  | 1975-10-28     |
| Litoměřice        | 6      | 5     | 0  | 0      | 0  | 1      | 47  | 23  | +24     | 1961-11-04  | 1963-12-04     |
| ATK Praha         | 4      | 0     | 0  | 0      | 0  | 4      | 7   | 38  | -31     | 1952-12-20  | 1956-02-22     |
| Jindřichův Hradec | 4      | 3     | 0  | 1      | 0  | 0      | 27  | 13  | +14     | 1993-09-17  | 1994-01-11     |
| Ústí nad Labem    | 4      | 1     | 1  | 0      | 1  | 1      | 16  | 15  | +1      | 2007-09-28  | 2008-01-25     |
| Holoubkov         | 2      | 0     | 0  | 0      | 0  | 2      | 4   | 24  | -20     | 1952-11-29  | 1953-01-16     |
| Liptovský Mikuláš | 2      | 1     | 0  | 1      | 0  | 0      | 11  | 5   | +6      | 1989-03-17  | 1989-03-31     |
| LTC Praha         | 2      | 1     | 0  | 0      | 0  | 1      | 8   | 4   | +4      | 1956-11-07  | 1957-01-27     |
| Baník Ostrava     | 2      | 1     | 0  | 0      | 0  | 1      | 9   | 2   | +7      | 1957-11-21  | 1958-01-19     |

#### Statistické zajímavosti
| Zajímavost                 | Počet | Kolo | Den        | Domácí                  | Hosté            | Skóre | Třetiny       |
| -------------------------- | ----- | ---- | ---------- | ----------------------- | ---------------- | ----- | ------------- |
| Nejvíce branek v utkání    | 23    | 10.  | 11.1.1953  | Hutě Chomutov           | SONP Kladno      | 22:1  | (5:0,9:0,8:1) |
| Nejvíce obdržených branek  | 22    | 10.  | 11.1.1953  | Hutě Chomutov           | SONP Kladno      | 22:1  | (5:0,9:0,8:1) |
| Nejvyšší porážka           | -21   | 10.  | 11.1.1953  | Hutě Chomutov           | SONP Kladno      | 22:1  | (5:0,9:0,8:1) |
| Nejvíce vstřelených branek | 14    | 18.  | 19.12.1959 | SONP Kladno             | Spartak LZ Plzeň | 14:3  | (4:1,8:2,2:0) |
| Nejvíce vstřelených branek | 14    | 30.  | 4.2.1962   | Slavoj České Budějovice | SONP Kladno      | 6:14  | (0:3,4:6,2:5) |
| Nejvyšší vítězství         | +12   | 27.  | 21.1.1977  | Poldi SONP Kladno       | Zetor Brno       | 13:1  | (3:1,4:0,6:0) |
| Nejvyšší remíza            | 8     | 9.   | 29.10.1966 | SONP Kladno             | Sparta ČKD Praha | 8:8   | (4:2,1:2,3:4) |

### Nejlepší hráči podle sezon
| 1993/1994 |
| 1994/1995 |
| 1995/1996 |
| 1996/1997 |
| 1997/1998 |
| 1998/1999 |
| 1999/2000 |
| 2000/2001 |
| 2001/2002 |
| 2002/2003 |
| 2003/2004 |
| 2004/2005 |
| 2005/2006 |
| 2006/2007 |
| 2007/2008 |
| 2008/2009 |
| 2009/2010 |
| 2010/2011 |
| 2011/2012 |
| 2012/2013 |
| 2013/2014 |
| 2014/2015 |
| 2015/2016 |
| 2016/2017 |
| 2017/2018 |
| 2018/2019 |
| 2019/2020 |
| 2020/2021 |
| 2021/2022 |
| 2022/2023 |
| 2023/2024 |
| 2024/2025 |

| Tomáš Mikolášek             | 25 |
| Pavel Patera                | 26 |
| Pavel Patera                | 24 |
| Ladislav Svoboda a Petr Ton | 18 |
| Ladislav Svoboda            | 21 |
| Petr Tenkrát                | 21 |
| Jiří Burger                 | 23 |
| Ladislav Svoboda            | 17 |
| Radek Gardoň                | 19 |
| Robert Kysela               | 25 |
| Radek Gardoň                | 12 |
| Martin Procházka            | 22 |
| Jaroslav Kalla              | 16 |
| Martin Procházka            | 35 |
| Martin Procházka            | 21 |
| Radek Bělohlav              | 18 |
| Martin Frolík               | 14 |
| Radek Smoleňák              | 16 |
| Jaroslav Kalla              | 14 |
| Jaromír Jágr                | 24 |
| Petr Tenkrát                | 13 |
| Miloslav Hořava             | 26 |
| Vítězslav Bílek             | 45 |
| Peter Jánský                | 17 |
| David Tůma                  | 23 |
| Ladislav Zikmund            | 29 |
| Brady Austin                | 18 |
| Adam Kubík                  | 22 |
| Adam Kubík                  | 22 |
| Tomáš Plekanec a Adam Kubík | 16 |
| Eduards Tralmaks            | 21 |
| Eduards Tralmaks            | 23 |

| Pavel Patera      | 39 |
| Pavel Patera      | 49 |
| Pavel Patera      | 31 |
| Zdeněk Eichenmann | 24 |
| Václav Eiselt     | 21 |
| Ladislav Svoboda  | 22 |
| Jan Kruliš        | 25 |
| Radek Gardoň      | 17 |
| Tomáš Plekanec    | 16 |
| Robert Kysela     | 25 |
| Radek Gardoň      | 15 |
| Tomáš Kaberle     | 31 |
| Martin Procházka  | 15 |
| Pavel Patera      | 39 |
| Jaroslav Kalla    | 23 |
| Pavel Patera      | 28 |
| Pavel Patera      | 24 |
| Pavel Patera      | 22 |
| Jaroslav Kalla    | 21 |
| Jaromír Jágr      | 33 |
| Pavel Patera      | 21 |
| Michal Dragoun    | 32 |
| David Stach       | 66 |
| Jiří Burger       | 30 |
| Patrik Machač     | 29 |
| Petr Vampola      | 36 |
| Brady Austin      | 25 |
| Tomáš Plekanec    | 37 |
| Tomáš Plekanec    | 36 |
| Tomáš Plekanec    | 33 |
| Jakub Klepiš      | 33 |
| Eduards Tralmaks  | 28 |

| Pavel Patera     | 60 |
| Pavel Patera     | 75 |
| Pavel Patera     | 55 |
| Ladislav Svoboda | 38 |
| Ladislav Svoboda | 34 |
| Ladislav Svoboda | 40 |
| Jiří Burger      | 43 |
| Ladislav Svoboda | 33 |
| Radek Gardoň     | 34 |
| Robert Kysela    | 50 |
| Radek Gardoň     | 27 |
| Pavel Patera     | 43 |
| Jaroslav Kalla   | 25 |
| Pavel Patera     | 57 |
| Pavel Patera     | 41 |
| Pavel Patera     | 45 |
| Pavel Patera     | 37 |
| Pavel Patera     | 29 |
| Jaroslav Kalla   | 35 |
| Jaromír Jágr     | 57 |
| Pavel Patera     | 26 |
| Michal Dragoun   | 46 |
| David Stach      | 91 |
| Jiří Burger      | 42 |
| Patrik Machač    | 46 |
| Ladislav Zikmund | 49 |
| Brady Austin     | 43 |
| Tomáš Plekanec   | 54 |
| Tomáš Plekanec   | 53 |
| Tomáš Plekanec   | 49 |
| Jiří Ticháček    | 43 |
| Eduards Tralmaks | 51 |

| Jan Kruliš       | 101 |
| Libor Procházka  | 81  |
| Libor Procházka  | 77  |
| Libor Procházka  | 108 |
| Jan Kruliš       | 163 |
| Marek Židlický   | 92  |
| Jan Kruliš       | 157 |
| Jan Kruliš       | 102 |
| Jan Kruliš       | 150 |
| Radim Skuhrovec  | 109 |
| Josef Zajíc      | 139 |
| Josef Zajíc      | 133 |
| Vratislav Čech   | 86  |
| Martin Ševc      | 148 |
| Martin Ševc      | 156 |
| Richard Diviš    | 71  |
| Pavel Patera     | 103 |
| Sacha Treille    | 86  |
| Libor Procházka  | 61  |
| Ivan Majeský     | 52  |
| David Růžička    | 84  |
| David Růžička    | 82  |
| Václav Skuhravý  | 161 |
| David Růžička    | 73  |
| David Štich      | 81  |
| Jakub Hajný      | 120 |
| Brendon Nash     | 60  |
| Jake Dotchin     | 98  |
| Jake Dotchin     | 98  |
| Jake Dotchin     | 93  |
| Chris Martenet   | 96  |
| Eduards Tralmaks | 66  |

## Známí odchovanci
| Hráč                  | Mistr světa                        | Olympijský vítěz | Vítěz Stanleyova poháru | Poznámka |
| --------------------- | ---------------------------------- | ---------------- | ----------------------- | --- |
| Milan Hnilička        | MS 1999, MS 2001, MS 2005          | ZOH 1998         |                         | |
| Miloslav Hořava st.   | MS 1985                            |                  |                         | |
| Jaromír Jágr          | MS 2005, MS 2010                   | ZOH 1998         | 1990/1991 a 1991/1992   | |
| František Kaberle st. | MS 1976, MS 1977                   |                  |                         | |
| František Kaberle ml. | MS 1996, MS 1999, MS 2000, MS 2001 |                  | 2005/2006               | |
| Tomáš Kaberle         | MS 2005                            |                  | 2010/2011               | |
| Drahomír Kadlec       | MS 1985                            |                  |                         | |
| Ondřej Pavelec        | MS 2010                            |                  |                         | |
| Vladimír Kameš        | MS 1985                            |                  |                         | |
| Eduard Novák          | MS 1976, MS 1977                   |                  |                         | |
| Milan Nový            | MS 1976, MS 1977                   |                  |                         | Nejlepší střelci extraligy ledního hokeje, hráč s největším počtem 59 branek /44 utkání/ v roku 1977 za sezonu |
| Pavel Patera          | MS 1996, MS 1999, MS 2000, MS 2001 | ZOH 1998         |                         | kapitán reprezentace                                                                                           |
| Martin Procházka      | MS 1996, MS 1999, MS 2000, MS 2001 | ZOH 1998         |                         | |
| Libor Procházka       | MS 1999                            | ZOH 1998         |                         | |
| Michal Pivoňka        | MS 1985                            |                  |                         | |
| František Pospíšil    | MS 1972, MS 1976, MS 1977          |                  |                         | dlouholetý kapitán reprezentace ČSSR                                                                           |
| Jiří Veber            | MS 1996                            |                  |                         | |
| Otakar Vejvoda ml.    | MS 1996                            |                  |                         | |
| Tomáš Plekanec        | MS 2024 (trenér)                   |                  |                         | |
| Jakub Voráček         |                                    |                  |                         | |
| Radko Gudas           | MS 2024                            |                  |                         | |

## Trenéři
| Jméno trenéra      | Počet sezon v Kladně | Působení v Kladně                                                                  | Jiná působiště | Největší úspěchy |
| ------------------ | -------------------- | ---------------------------------------------------------------------------------- | --- | --- |
| Vladimír Evan      | 3                    | Asistent trenéra Zdeňka Müllera                                                    | Junioři Kladno, Olomouc, Beroun, Příbram, Kralupy nad Vltavou, Ústí nad Labem                                              | mistr republiky s 9.třídou Hc Kladno |
| Miloslav Hořava    | 1                    | Hlavní trenér v sezoně 2001/02, šéftrenér mládeže                                  | Ústní nad Labem, Plzeň, Mladá Boleslav, Sparta Praha, Litvínov                                                             | vítěz 1. ligy s Ústím nad Labem |
| Zdeněk Müller      | 12                   | Dvojice s Janem Nelibou, poté 8 sezon v kuse hlavním koučem, skaut                 | Mládež Kladno, Beroun, Ústí nad Labem, Japonsko                                                                            | 3. místo extraligy, vítěz 1. ligy a postup do extraligy, opakovaný postup do play off, záchrana Kladna v extralize |
| Eduard Novák       | 6                    | Hlavní trenér                                                                      | Zlín, Plzeň, Řisuty | záchrana Kladna v extralize, play off v Československé nejvyšší soutěži |
| Jan Neliba         | 3                    | Dvojice se Zdeňkem Müllerem, asistent trenéra v roce 2014                          | Vsetín, České Budějovice, Plzeň, Znojmo, Most, Ústí nad Labem, Slovan Bratislava, Maďarsko, Rusko, Skalice, Žilina, Řisuty | 3× mistr extraligy se Vsetínem, mistr Slovenska se Slovanem Bratislava, 3× v play off s Kladnem, 3. místo s Kladnem |
| František Pospíšil | 4                    | Hlavní trenér                                                                      | Mládež Hc Kladno, asistent u reprezentace                                                                                  | titul mistra republiky |
| Bohumil Prošek     | 11                   | Hlavní trenér                                                                      | Mládež Hc Kladno | titul mistra republiky, vítězství PMEZ |
| Václav Slánský     | 8                    | Asistent trenéra                                                                   | Mládež Hc Kladno | 4× titul mistra republiky, vítězství PMEZ |
| Václav Sýkora      | 3                    | Hlavní trenér                                                                      | Litvínov, Pardubice, Sparta, Finsko, Petrohrad (KHL), Chomutov, Lev Praha (KHL)                                            | mistr republiky se Spartou, mistr republiky s Pardubicemi, play off s Kladnem, Znojmen a Litvínovem, play off s Petrohradem v ruské KHL, play off se Lvem Praha v KHL.                                                        |
| Vlastimil Sýkora   | 7                    | Hlavní trenér                                                                      | Reprezentace Čssr, mládež Hc Kladno                                                                                        | titul mistra republiky |
| Zdeněk Šindler     | 5                    | Asistent Jaroslava Volfa, Hlavní trenér, poradce Zdeňka Müllera, šéftrenér mládeže | Mládež Hc Kladno, mládežnická reprezentace, Beroun, Kadaň, Japonsko...                                                     | mistr světa s Juniory, 2. místo na ME 18letých, postup do 1. ligy s Kadaní, postup do nejvyšší soutěže s Kladnem, opakovaně mistrem republiky s juniory a dorostem, záchrana Kladna v extralize, člen trenérské rady svazu LH |
| Jaroslav Volf      | 6                    | Hlavní trenér                                                                      | Mládež Hc Kladno | 3× titul mistra ligy s Kladnem, postup do nejvyšší soutěže |

## Účast v mezinárodních pohárech
Zdroj: 
Legenda: SP - Spenglerův pohár, EHP - Evropský hokejový pohár, EHL - Evropská hokejová liga, SSix - Super six, IIHFSup - IIHF Superpohár, VC - Victoria Cup, HLMI - Hokejová liga mistrů IIHF, ET - European Trophy, HLM - Hokejová liga mistrů, KP – Kontinentální pohár
- EHP 1975/1976 – Finále
- EHP 1976/1977 – Vítěz
- EHP 1977/1978 – Finále
- EHP 1978/1979 – Finálová skupina (2. místo)
- EHP 1980/1981 – Finálová skupina (3. místo)

## Individuální trofeje
| Počet                                          | Hráč             | Roky                              |
| ---------------------------------------------- | ---------------- | --------------------------------- |
| Vítěz kanadského bodování                      |                  |                                   |
| 2                                              | Pavel Patera     | 1993/1994 • 1994/1995             |
| 1                                              | Eduards Tralmaks | 2024/2025                         |
| Nejlepší střelec ligy                          |                  |                                   |
| 0                                              |                  |                                   |
| Nejlepší nahrávač                              |                  |                                   |
| 3                                              | Pavel Patera     | 1993/1994 • 1994/1995 • 2006/2007 |
| Nejlepší brankář                               |                  |                                   |
| 0                                              |                  |                                   |
| Nejlepší nováček                               |                  |                                   |
| 1                                              | Tomáš Plekanec   | 2000/2001                         |
| 1                                              | Tomáš Nádašdi    | 2007/2008                         |
| Nejproduktivnější obránce                      |                  |                                   |
| 1                                              | Tomáš Kaberle    | 2004/2005                         |
| 1                                              | Brady Austin     | 2019/2020                         |
| 1                                              | Jiří Ticháček    | 2023/2024                         |
| Nejlepší obránce                               |                  |                                   |
| 1                                              | Tomáš Kaberle    | 2004/2005                         |
| 1                                              | Brady Austin     | 2019/2020                         |
| 1                                              | Jiří Ticháček    | 2023/2024                         |
| Hokejista sezóny                               |                  |                                   |
| 1                                              | Tomáš Kaberle    | 2004/2005                         |
| Nejlepší hráč play off                         |                  |                                   |
| 0                                              |                  |                                   |
| Nejproduktivnější hráč Tipsport ELH (play off) |                  |                                   |
| 1                                              | Josef Zajíc      | 1993/1994                         |
| 1                                              | Otakar Vejvoda   | 1993/1994                         |
| 1                                              | Radek Gardoň     | 1993/1994                         |
| Nejlepší trenér                                |                  |                                   |
| 0                                              |                  |                                   |